# Stuttgarter Kickers
Der SV Stuttgarter Kickers (offiziell Sportverein Stuttgarter Kickers e. V.) ist ein Sportverein aus dem Stuttgarter Stadtteil Degerloch. Gegründet wurde der Verein am 21. September 1899 als FC Stuttgarter Kickers. Zwar gibt es eine einzige Quelle, die besagt, dass der damalige Name FC Stuttgarter Cickers lautete, jedoch taucht bereits in einem Schriftstück vom ersten Spiel der Vereinsgeschichte am 8. Oktober 1899 die Schreibweise Kickers auf. Es ist daher fraglich, ob der Verein jemals die Schreibweise Cickers im Namen trug. Seit 1950 trägt der Verein seinen jetzigen Namen. Bekannt wurde der Verein vor allem durch seine Fußball-Abteilung, deren erste Mannschaft in den Saisons 1988/89 sowie 1991/92 der 1. Bundesliga angehörte und insgesamt 23 Jahre in der 2. Bundesliga spielte. Die größten Erfolge der Fußballabteilung waren der Vizetitel in der Deutschen Fußballmeisterschaft 1907/08 sowie das Erreichen des Finales im DFB-Pokal 1986/87.
Der Verein hat 3572 Mitglieder (Stand: 18. November 2024). Sportler der Leichtathletikabteilung gewannen Medaillen auf nationaler und internationaler Ebene und gehörten teilweise zum deutschen Kader bei Olympischen Sommerspielen. Außerdem unterhält der Verein Abteilungen für Tischtennis, Schiedsrichter, Handball sowie die Fanabteilung der Stuttgarter Kickers (FAdSKi). Die Hockeyspieler des Vereins wurden in den neu gegründeten Verein HTC Stuttgarter Kickers ausgegliedert; die Handballer gehörten von 2004 bis 2012 dem HV Stuttgarter Kickers an. Eine Gesangsabteilung wurde in den 1960er Jahren wegen Nachwuchsproblemen aufgelöst.
Die erste Fußballmannschaft bestreitet ihre Heimspiele im städtischen Gazi-Stadion auf der Waldau, dem ältesten Stadion Deutschlands, das früher Waldau-Stadion bzw. Kickers-Platz hieß. Es befindet sich unterhalb des Fernsehturms. In unmittelbarer Nähe befindet sich auch das nach dem langjährigen Präsidenten Axel Dünnwald-Metzler benannte Vereinsgelände.

## Geschichte der Fußballabteilung

### 1899 bis 1933: Von der Gründung zur Spitzenmannschaft

Die Gründungsmannschaft im Jahr 1899

Der Verein wurde am 21. September 1899 von 21 Männern gegründet, von denen sich die meisten vom Cannstatter Fußball-Club trennten, weil der CFC die Erlaubnis verlor, auf dem Cannstatter Wasen zu spielen, womit er sich schließlich zum Cannstatter Tennisclub entwickelte. Unter ausdrücklichem Ausschluss des Rugby Footballs, der als ursprüngliche Fußball-Sportart von den meisten Fußballvereinen praktiziert wurde, sollte sich der neu gegründete Fußballclub Stuttgarter Kickers ausschließlich auf den Assoziationsfußball und die Leichtathletik konzentrieren. Anstatt des traditionellen Rot sollten die künftigen Vereinsfarben Blau und Weiß sein. Das Vereinsemblem wurde von einem Professor für den angeblichen Preis von 300 Goldmark erworben. Die drei im Logo um das Kickers-K gruppierten Sterne sollen dabei für Könner, Kämpfer und Kameraden stehen.
Als die Anhänger des Rugbysports trotz des ablehnenden Beschlusses der Gründungsversammlung eine Einführung der Sportart bei den Kickers erzwingen wollten, verließen diese 1902 nach einer erneuten Ablehnung durch die Vollversammlung den Verein und traten geschlossen zum FV 1893 Stuttgart über, aus dem später der heutige VfB Stuttgart entstand. Hier liegt die Wurzel für die noch heute besondere Rivalität der beiden großen Stuttgarter Fußballvereine.
Im Fußball konnten sich die Stuttgarter Kickers, die am 8. Juli 1900 als erster Stuttgarter Verein dem Verband Süddeutscher Fußball-Vereine beitraten und bis 1905 am Stöckachplatz in Stuttgart-Ost beheimatet waren, rasch als eine der besten Mannschaften Württembergs etablieren, so dass sie bis zum Beginn des Ersten Weltkrieges im Jahr 1914 ohne Unterbrechung Württembergischer Meister wurden und insgesamt 24 Württembergische Meisterschaften errangen.
Ab der Saison 1903/04 organisierte der Süddeutsche Fußballverband den Punktspielbetrieb in seinem in Kreise eingeteilten Verbandsgebiet. Die Kickers gehörten dem dem Südkreis zugeordneten Gau Schwaben an, in dem die Vereine aus Stuttgart und der weiteren Umgebung spielten. Hier wurden sie der A-Klasse als höchster Spielklasse zugeordnet. Im Jahre 1907 übernahm Ulrich Herzog von Württemberg (1877–1944) die Schirmherrschaft über den Verein und führte ihn somit auch in gesellschaftlicher Hinsicht in die vorderen Reihen Stuttgarts. Durch die Novemberrevolution 1917 musste er seine Schirmherrschaft niederlegen. Nachdem man bereits in den vorhergehenden Jahren überlegen die Meisterschaft der A-Klasse Schwaben gewonnen hatte, gelang in der Saison 1907/08 mit dem Gewinn der süddeutschen Meisterschaft und der Teilnahme an der Endrunde um den deutschen Titel der erste über die Grenzen Württembergs hinausgehende Erfolg. In den Spielen um die süddeutsche Meisterschaft setzten sich die Kickers gegen den 1. FC Nürnberg, den FC Hanau 93 und den FC Pfalz Ludwigshafen durch. Hierbei gewannen sie bei einem Torverhältnis von 29:7 sämtliche Spiele. Durch die erstmals gewonnene süddeutsche Meisterschaft qualifizierte man sich für die Endrunde zur deutschen Meisterschaft. Hier verloren die Stuttgarter Kickers zunächst im Viertelfinale gegen den Vorjahresmeister Freiburger FC mit 0:1. Das Spiel wurde vom DFB jedoch annulliert und neu angesetzt, da die Freiburger Spieler nach einem Protest der Kickers wegen einer fehlerhaften Schiedsrichterentscheidung das Spielfeld vorzeitig verlassen wollten. Nachdem die Kickers das Wiederholungsspiel gegen Freiburg mit 5:2 und das Halbfinale gegen den Duisburger SpV mit 5:1 gewonnen hatten, stand man im Endspiel um die deutsche Meisterschaft 1908. Das Finale fand am 7. Juni 1908 auf dem Germania-Platz in Berlin-Tempelhof statt. Vor 4.000 Zuschauern traten die Kickers gegen den amtierenden deutschen Vizemeister BFC Viktoria 1889 an. Die Berliner gewannen gegen die ersatzgeschwächt angetretenen Stuttgarter Kickers mit 3:1.

Stuttgarter Kickers (1913)

Zur Saison 1908/09 wurden die drei Staffeln der A-Klasse Südkreis zu einer einzigen zusammengelegt. Die Kickers bekamen in der Liga nun Konkurrenz aus Mittelbaden und dem Oberrheingau. Nachdem in den ersten Jahren der gemeinsamen Südkreisliga zunächst die Karlsruher Mannschaften dominiert hatten, beendeten die Stuttgarter Kickers die Meisterschaft 1912/13 punktgleich mit dem 1. FC Pforzheim auf dem ersten Platz. Das daraufhin erforderliche Entscheidungsspiel um die Südkreismeisterschaft gewannen die Kickers mit 2:0 und qualifizierten sich damit zur Endrunde um die süddeutsche Meisterschaft. Dort setzte man sich gegen den Frankfurter FV, den VfR Mannheim und die SpVgg Fürth durch und wurde zum zweiten Mal Süddeutscher Meister. Bei der Endrunde zur deutschen Meisterschaft 1913 schieden die Kickers jedoch bereits im Viertelfinale nach einem 1:2 gegen den Duisburger SpV aus.
Der im Jahr 1914 ausbrechende Erste Weltkrieg brachte das Vereinsleben aufgrund der zahlreichen Einberufungen von Spielern und Verantwortlichen fast zum Erliegen. Der Verband schaffte die Pflichtspielrunde ab und führte den Wettbewerb von Kriegsgemeinschaften um den Eisernen Fußball ein. Die Kickers bildeten hierfür gemeinsam mit anderen Vereinen in Stuttgart den FV Die Blaue Elf. Im nächsten Jahr wurde der reguläre Spielbetrieb wieder aufgenommen, und auch die Stuttgarter Kickers stellten wieder eine eigene Mannschaft.
1917 wurde man erneut Süddeutscher Meister. Aufgrund des Krieges wurde jedoch keine Endrunde um die deutsche Meisterschaft ausgetragen. In der darauffolgenden Spielzeit konnten die Kickers im Frühjahr keine Mannschaft mehr stellen, so dass man die Spiele kampflos verlor. Nachdem durch die Novemberrevolution in Deutschland auch 1918/19 kein geregelter Spielbetrieb möglich gewesen war, wurde im darauf folgenden Jahr der Ligabetrieb in der Kreisliga Württemberg wieder aufgenommen. Erstmals seit Vereinsgründung verpasste der 1920 in den heutigen Namen SV Stuttgarter Kickers umbenannte Verein in der Spielzeit 1919/20 die Württembergische Meisterschaft. In der Abschlusstabelle lag der SC 1900 Stuttgart mit 32:4 Punkten drei Zähler vor den zweitplatzierten Kickers.
Über die nächsten Jahre dominierten erneut die Stuttgarter Kickers den Fußball in Württemberg. In den Anfangs-1920er Jahren war der prominente Österreicher Heinrich Körner Trainer bei den Kickers. Die Nationalspieler Georg Wunderlich, vormals SpVgg Fürth, und Hellmut Maneval spielten den Großteil der Dekade beim Verein. Zu Beginn des Jahrzehntes gelangen mit einem 1:1 gegen MTK Budapest und einem 2:1 gegen den SK Rapid Wien hervorragende Ergebnisse gegen zwei Vereine des seinerzeitigen kontinentaleuropäischen Fußballadels. Ab Mitte der 1920er Jahre machte neben Klubs wie den Sportfreunden Stuttgart vor allem der zukünftige Dauerrivale VfB Stuttgart dem Verein die Vormachtstellung streitig.

### 1933 bis 1945: Die Kickers unterm Hakenkreuz
Mit Beginn des Nationalsozialismus schlossen sich auch die Stuttgarter Kickers den neuen Machthabern an. Bereits kurze Zeit nach der Machtübernahme der Nationalsozialisten unterzeichnen die süddeutschen Spitzenvereine am 9. April 1933 eine Erklärung, wonach sie sich zum Ausschluss von Juden und Marxisten verpflichten. Die Kickers schlossen ihre jüdischen Mitglieder daraufhin offiziell aus dem Verein aus. Kurze Zeit später übernahm man die allen Vereinen verordnete Einheitssatzung und wurde gleichgeschaltet.
Auch der Spielbetrieb im Deutschen Reich wurde ab 1933 grundlegend neu geordnet. Die traditionsreichen Regionalverbände, die zuvor die Fußballmeisterschaft in zahlreichen regionalen Staffeln ausgetragen hatten, wurden aufgelöst. An ihre Stelle trat das dem Reichsbund für Leibesübungen zugeordnete Fachamt Reichsfußball. Die Fußballmeisterschaft wurde in 16 sich an den Reichsgauen orientierenden Gauligen als höchster Spielklasse ausgetragen, deren Sieger in einer Endrunde den deutschen Meister ermittelten.
Die im Herbst 1933 beginnende erste Spielzeit der Gauliga Württemberg schlossen die Stuttgarter Kickers punktgleich mit der Mannschaft von Union Böckingen ab. Das daraufhin angesetzte Entscheidungsspiel um die Gauligameisterschaft verloren die Kickers und verpassten somit den Einzug in die Endrunde zur deutschen Meisterschaft. Nachdem die Kickers im darauffolgenden Jahr den dritten Platz belegt hatten, gewannen sie wieder die württembergische Meisterschaft. In der Gruppenphase der Endrunde zur deutschen Meisterschaft belegte man jedoch nur den letzten Platz.
Von 1939 bis 1942 gewannen die Stuttgarter Kickers viermal in Folge die Meisterschaft der Gauliga Württemberg. Erfolge auf Reichsebene blieben dem Verein jedoch verwehrt. Am erfolgreichsten verlief hierbei noch die Endrunde um die deutsche Meisterschaft 1939, als die Kickers in der Vorrundengruppe IV auf die Mannschaften des SK Admira Wien, des VfR Mannheim und des SV Dessau 05 trafen. Nachdem die Stuttgarter das erste Spiel gegen Wien mit 2:6 verloren hatten, konnten sie die nächsten drei Spiele – bei denen der Stuttgarter Edmund Conen allein acht Tore erzielte – gewinnen. Das vorentscheidende Gruppenspiel fand gegen Admira Wien vor 70.000 Zuschauern, wobei Tausende keinen Einlass mehr finden konnten, in der Stuttgarter Adolf-Hitler-Kampfbahn statt. Die Kickers gingen durch ein Tor von Eugen Frey mit 1:0 in Führung, mussten im weiteren Spielverlauf jedoch den 1:1-Ausgleich, der zugleich den Endstand bedeutete, hinnehmen. Im letzten Spiel genügte den Kickers somit ein Unentschieden zum Gruppensieg und dem damit verbundenen Einzug ins Halbfinale der deutschen Meisterschaft. Das Spiel in Dessau ging jedoch mit 0:1 verloren, wodurch die punktgleiche Mannschaft von Admira Wien die Vorrunde aufgrund des besseren Torquotienten als Erster vor den Kickers abschloss. In den nächsten beiden Jahren belegte man in der Vorrunde der deutschen Meisterschaft jeweils Rang 3, 1942 scheiterten die Kickers bereits im Ausscheidungsspiel zur Endrunde gegen die SG SS Straßburg mit 0:2.
Im letzten Jahr des Zweiten Weltkriegs bildeten die Stuttgarter Kickers eine Kriegssportgemeinschaft mit den Sportfreunden Stuttgart. Im März 1945 wurde der Spielbetrieb aufgrund des Krieges eingestellt. Zu diesem Zeitpunkt hatte die Sportgemeinschaft lediglich drei Ligaspiele bestritten.

### 1945 bis 1974: Oberliga Süd und schleichender Niedergang
Schon bald nach Ende des Zweiten Weltkriegs wurde wieder Fußball gespielt. Stuttgarts Oberbürgermeister Arnulf Klett stiftete einen Ehrenpreis, um den Fußball in der Landeshauptstadt wiederzubeleben. Die Kickers zogen in dem Wettbewerb ins Finale ein, das sie mit 0:1 gegen den VfB Stuttgart verloren. Im Oktober 1945 trafen sich die Vertreter von sechzehn süddeutschen Spitzenvereinen im Fellbacher Gasthaus Krone und gründeten die Oberliga Süd, eine nach englischem Vorbild geschaffene erste Liga, welche die amerikanische Besatzungszone umfasste. Die erste Oberligasaison, die am 4. November 1945 gestartet wurde, beendeten die Stuttgarter Kickers auf Rang drei. In der Folgesaison wurde man Siebter. Ein deutscher Meister wurde in beiden Jahren noch nicht ermittelt.
In der Spielzeit 1947/48 machte der „Hundert-Tore-Sturm“ der Kickers Furore. Mit Spielern wie Edmund Conen, Helmut Jahn, Albert Sing und Reinhard Schaletzki spielte man lange Zeit um die Meisterschaft der Oberliga Süd. Am Saisonende war man punktgleich mit dem FC Bayern München, sodass ein Entscheidungsspiel um den 3. Platz angesetzt wurde, welches die Kickers mit 5:1 gewannen. Im dritten Jahr nach dem Krieg wurde in Deutschland auch wieder eine deutsche Meisterschaft ausgetragen, für die sich die Meister der 4 Besatzungszonen sowie Berlins als auch die Vizemeister der britischen, amerikanischen und französischen Besatzungszone qualifizieren sollten. Aufgrund politischer Spannungen zwischen den Westalliierten und der Sowjetunion zog der Ostzonenmeister SG Planitz seine Teilnahme an der Meisterschaft zurück. Der freigewordene Platz sollte zunächst an den Sieger eines Relegationsspiels zwischen den beiden Drittplatzierten der amerikanischen und britischen Besatzungszone vergeben werden. Um der SG Planitz jedoch bis zuletzt die Teilnahme zu ermöglichen, verzichtete man schließlich auf die Austragung des Spiels. Die Kickers nahmen somit endgültig nicht an der Endrunde zur deutschen Meisterschaft 1948 teil.
Im folgenden Jahr landete die spielerisch hochklassige Mannschaft nach einem guten Saisonstart am Ende nur im Mittelfeld der Tabelle. 1950, im Jahr als der Lokalrivale VfB Stuttgart erstmals die deutsche Meisterschaft errang, mussten die Stuttgarter Kickers erstmals in der Vereinsgeschichte absteigen, was die ursprünglichen Kräfteverhältnisse im Fußball der Landeshauptstadt endgültig umdrehte. Die Mannschaft, die noch zwei Jahre zuvor 113 Ligatore erzielte, konnte lediglich fünf Saisonsiege verbuchen und wurde mit fünf Punkten Abstand auf einen Nichtabstiegsplatz Letzter.
Nach dem Abstieg in die II. Division fiel die Mannschaft auseinander. Trotzdem gelang der sofortige Wiederaufstieg. In ihrer ersten Saison als Zweitligist schossen die Kickers 115 Tore und wurden überlegener Meister. Im letzten Spiel erzielte Siegfried Kronenbitter beim 10:1-Heimsieg gegen den VfL Konstanz sechs Treffer, die bis heute höchste Anzahl an erzielten Tore eines Kickersspielers in einem Spiel. In den folgenden Jahren spielten die Kickers in der Oberliga Süd meist gegen den erneuten Abstieg in die Zweitklassigkeit, wobei man die Klasse dreimal nur aufgrund des besseren Torquotienten halten konnte. Am Ende der Saison 1957/58 stieg man als Tabellenletzter mit nur 15-45 Punkten zum zweiten Mal ab. Nachdem die Stuttgarter Kickers 1959/60 ein letztes Mal in die Oberliga zurückgekehrt und postwendend wieder abgestiegen waren, drohte 1962 sogar der Fall in die 1. Amateurliga. Durch ein Tor in der letzten Spielminute beim 1:1 im Auswärtsspiel bei Viktoria Aschaffenburg rettete Pál Csernai den Kickers die Zweitklassigkeit.
Im Juli 1962 beschloss der DFB die Einführung der Bundesliga als höchster deutscher Spielklasse zur Saison 1963/64. Als deren Unterbau wurden die in fünf Staffeln spielenden Regionalligen eingerichtet. Neben den Mannschaften aus der Oberliga, die sich nicht für die Bundesliga qualifizieren konnten, sollten in der neuen zweiten Klasse im Süden auch die neun besten Mannschaften der letzten Spielzeit der II. Division teilnehmen. Mit einer neu formierten Mannschaft erreichten die Stuttgarter Kickers den sechsten Platz in der Qualifikationssaison und sicherten sich somit die Teilnahme an der Regionalliga Süd, die 1974 zur 2. Bundesliga wurde.
In der ersten Regionalligaspielzeit trafen die Kickers auf renommierte Gegner wie den FC Bayern München, Kickers Offenbach oder die SpVgg Fürth. Über längere Zeit spielte die Mannschaft gegen den Abstieg, konnte schließlich jedoch bereits am drittletzten Spieltag den Klassenerhalt sichern. In der Abschlusstabelle lag man auf dem 14. Rang. In den folgenden Jahren belegten die Kickers Plätze im oberen Tabellendrittel. In den Jahren 1967 bis 1969 wurde man dreimal in Folge Vierter und hatte zeitweise sogar Chancen auf das Erreichen der Aufstiegsrunde zur Bundesliga.
Um die sportliche aber auch wirtschaftliche Kluft zwischen der Bundesliga und den in der zweithöchsten Klasse spielenden Mannschaften zu schließen, beschloss der DFB-Bundesliga am 30. Juni 1973 die Einführung einer in eine Nord- und Südstaffel zweigeteilten 2. Bundesliga anstelle der bisherigen Regionalligen zur Saison 1974/75. Für den neuen Unterbau zur Bundesliga sollten sich die Regionalligavereine nach einem aufwendigen Punktekatalog qualifizieren, bei dem nicht nur die Platzierungen der vorangegangenen fünf Spielzeiten, sondern auch wirtschaftliche und strukturelle Aspekte herangezogen wurden. Vor allem aufgrund der guten Platzierungen 1972/73 und 1973/74 gelang es den Stuttgarter Kickers, sich für die neue Spielklasse zu qualifizieren.

### 1974 bis 1988: Zweite Liga und Pokalfinale
Die Stuttgarter Kickers starteten mit einem 1:1 zuhause gegen den SV Chio Waldhof in die erste Zweitligasaison. Die Mannschaft spielte eine äußerst schwache Runde und belegte im Laufe der Saison meist einen Abstiegsrang. Im vorentscheidenden Spiel am viertletzten Spieltag trafen die Kickers im Heimspiel gegen den VfR Heilbronn auf einen direkten Konkurrenten im Abstiegskampf. Als man vor 7.500 Zuschauern bereits nach 12 Minuten mit 0:1 zurücklag, siegte man schließlich durch einen verwandelten Foulelfmeter von Dollmann sowie weitere Tore von Schroff und Redl mit 3:1 und überholte Heilbronn in der Tabelle. Am Ende belegten die Kickers Rang 16 mit drei Punkten Vorsprung vor dem ersten Abstiegsplatz.
1975/76 startete man recht gut in die neue Saison. Am 10. Spieltag traf man durch den Bundesligaabstieg des Lokalrivalen erstmals seit 16 Jahren in einem Pflichtspiel wieder auf den VfB Stuttgart. Die Kickers gewannen das auf dem Kickers-Platz vor 28.000 Zuschauern ausgetragene Derby mit 2:0. Die beiden Tore gegen den VfB, in dessen Reihen unter anderem Ottmar Hitzfeld, Dieter Hoeneß und Egon Coordes standen, schossen Wolfgang Holoch und Karl-Heinz Schroff. Im weiteren Saisonverlauf gerieten die Kickers jedoch erneut in Abstiegsgefahr. Am Ende belegte man Rang 16 wie im Jahr zuvor. In der Folgezeit konnte sich der Verein in der zweiten Liga etablieren und belegte Plätze im gesicherten Mittelfeld. 1980 wurde man sogar Dritter.
Die Spielzeit 1980/81 begann vielversprechend. Im Sommer gewann das Team um Spieler wie Guido Buchwald, Werner Nickel oder Klaus Täuber den UEFA Intertoto Cup. Auch in der Liga war die Mannschaft erfolgreich. Zur Winterpause lagen die Kickers hinter dem mit deutlichem Vorsprung führenden SV Darmstadt 98 auf dem 2. Rang, der am Ende der Saison zur Teilnahme an einem Relegationsspiel um den Bundesligaaufstieg gegen den Zweitplatzierten der 2. Liga Nord berechtigt hätte. Ein 0:1 am 29. Spieltag beim Tabellenletzten VfB Eppingen, gefolgt von zwei Unentschieden, ließen den Traum vom Aufstieg in die Bundesliga platzen. Mit zwei Punkten Rückstand auf Kickers Offenbach stand am Ende erneut der dritte Platz.
Auch nach Einführung der eingleisigen 2. Bundesliga zur Saison 1981/82 gehörten die Stuttgarter Kickers der zweiten deutschen Spielklasse bis zum Aufstieg in die Bundesliga Ende der 1980er Jahre ununterbrochen an und belegten dabei durchgehend Plätze in der vorderen Tabellenhälfte. Im ersten Jahr der eingleisigen 2. Liga mussten die Kickers ihre Heimspiele aufgrund von Umbauten des Kickers-Platzes im von den Anhängern ungeliebten Neckarstadion austragen. Die ohnehin recht niedrigen Zuschauerzahlen sanken auf im Schnitt unter 3.000 Besucher, was auch aus finanzieller Sicht für ein Defizit sorgte. Bei den Heimspielen gegen Rot-Weiss Essen und die SG Wattenscheid 09 begaben sich lediglich 1.700 Zuschauer ins Stadion. Im selben Jahr bestritt der Jugendspieler Jürgen Klinsmann mit 17 Jahren und 240 Tagen als damals jüngster Kickersspieler sein erstes Spiel im Trikot der Stuttgarter (den Rekord verlor er am 1. April 2017 an den 50 Tage jüngeren Mario Suver). Er wurde am 27. März 1982 bei der 1:2-Heimspielniederlage gegen den SC Freiburg in der 25. Minute eingewechselt. Im Verlauf der restlichen Saison bestritt er fünf weitere Spiele und gehörte bereits in der folgenden Spielzeit zur Stammelf.
Im Juli 1982 übernahm Jürgen Sundermann die Mannschaft als Trainer. Er sollte die Kickers mit risikoreichem und lebendigem Fußball in die Spitzengruppe der 2. Bundesliga führen und mittelfristig für den Aufstieg in die Bundesliga sorgen. Nach der Rückkehr auf den Kickers-Platz startete die Saison recht gut. Die ersten Spieltage stand man auf einem Aufstiegsplatz. Nach Niederlagen im Laufe der Vorrunde, unter anderem gegen die Aufsteiger TuS Schloß Neuhaus und BV 08 Lüttringhausen, rutschte man bis zur Winterpause auf einen Mittelfeldplatz. Durch eine starke Rückrunde wurden die Kickers schließlich mit vier Punkten Rückstand auf einen Relegationsplatz Fünfter.
Die Saison 1983/84 begann schlecht. Im November standen die Stuttgarter Kickers auf dem letzten Tabellenplatz. Bis zur Winterpause wurden die Abstiegsränge zwar verlassen, dennoch wurde Sundermann entlassen und durch Horst Buhtz ersetzt. Unter ihm wuchs die Mannschaft in der Rückrunde beständig und holte Punkt um Punkt. Am Saisonende stand der achte Tabellenplatz. Als die Kickers am elften Spieltag der Saison 1984/85 nach einer 0:2-Niederlage gegen den VfR Bürstadt auf einem Abstiegsplatz lagen, wurde Trainer Buhtz entlassen und durch den bisherigen Co-Trainer Dieter Renner ersetzt. Unter der neuen sportlichen Leitung schloss die Mannschaft die Spielzeit auf Platz 9 ab. In der Folgesaison wurde man Sechster.
Die DFB-Pokalsaison 1986/87 stellte einen der Höhepunkte der Vereinsgeschichte dar. Durch Siege gegen Tennis Borussia Berlin, Borussia Neunkirchen und Hannover 96 erreichten die Kickers das Pokal-Viertelfinale des Wettbewerbs. Nachdem im Viertelfinale der Bundesligist Eintracht Frankfurt mit 3:1 besiegt worden war, erwartete man in der Vorschlussrunde die Mannschaft von Fortuna Düsseldorf. Das live im Fernsehen übertragene Halbfinalspiel gewannen die Stuttgarter Kickers mit 3:0 und standen somit am 20. Juni 1987 erstmals im Finale des DFB-Pokal. Im Endspiel traf die Mannschaft von Trainer Dieter Renner vor 76.000 Zuschauern im Olympiastadion Berlin auf den Hamburger SV. Hier gingen die Kickers durch einen Kopfball von Dirk Kurtenbach nach zwölf Minuten in Führung. Drei Minuten später erzielte Dietmar Beiersdorfer den Ausgleich. In der 88. Minute überwand der Hamburger Manfred Kaltz den Kickers-Torhüter Armin Jäger bei einem Freistoß zum 2:1. In der Schlussminute fiel noch das 3:1 für den HSV.

### 1988 bis 2001: Bundesliga-Aufstiege und tiefer Fall

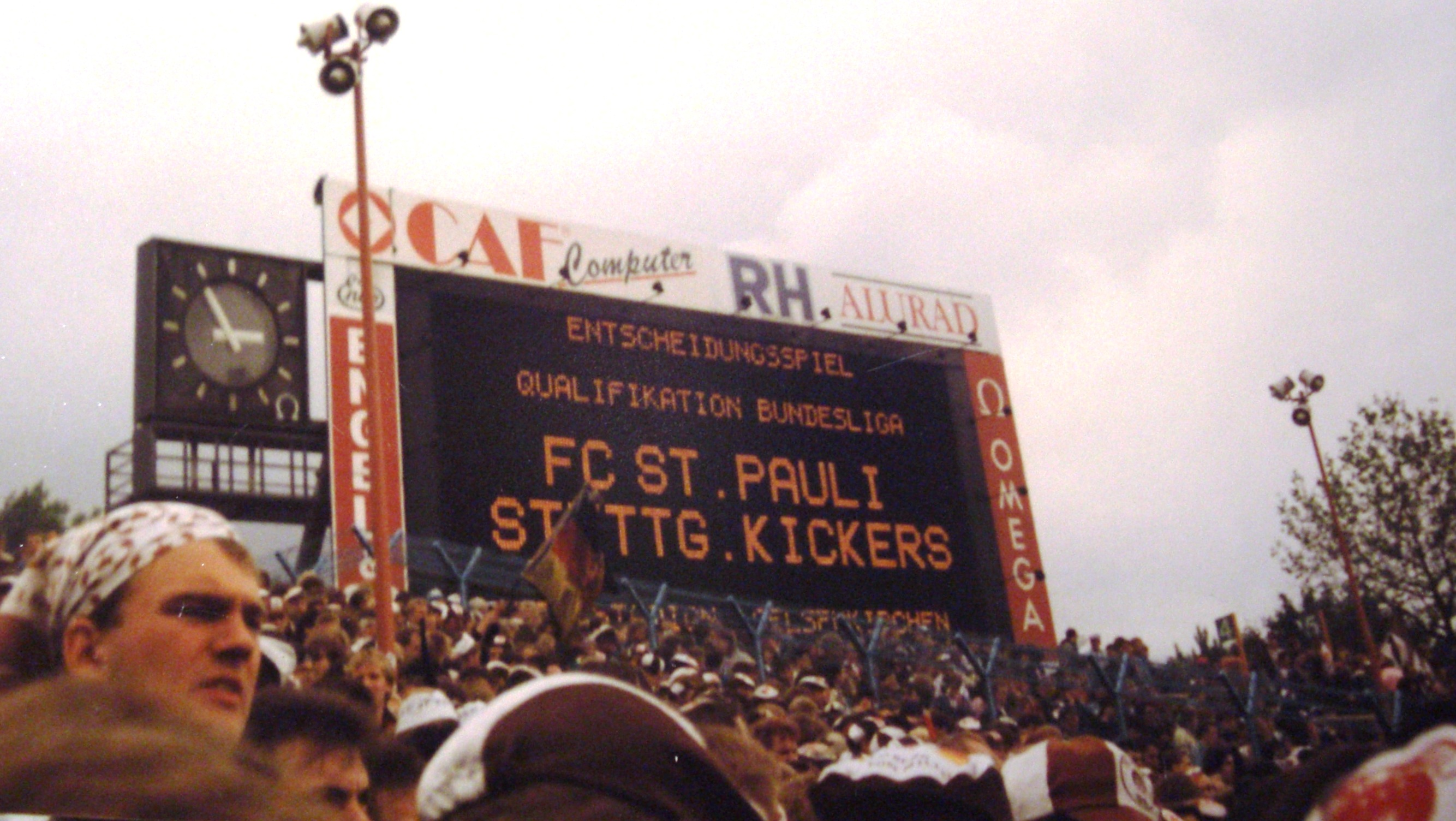
Entscheidendes Relegationsspiel im Gelsenkirchener Parkstadion (1991)

Bereits ein Jahr nach dem Einzug ins DFB-Pokalfinale folgte der nächste Triumph, als der Klub 1988 unter Dieter Renners Trainernachfolger Manfred Krafft erstmals in die Bundesliga aufstieg. Im September 1987 gelang den Kickers erstmals der Sprung an die Tabellenspitze der Zweiten Bundesliga. Ab dem 14. Spieltag setzte man sich bis zum Ende der Saison dort fest und konnte den Aufstieg am 18. Mai 1987 beim 3:0-Auswärtserfolg bei Rot-Weiß Oberhausen endgültig perfekt machen. Am Ende der Saison 1987/88 wurden die Kickers mit zwei Punkten Vorsprung vor dem FC St. Pauli Meister der Zweiten Bundesliga.
Vor der ersten Bundesligasaison verzichteten die Kickers auf teure Neueinkäufe und verstärkten sich mit Wolfgang Wolf, Alfred Schön und dem finnischen Nationalspieler Ari Hjelm eher punktuell. Auch aufgrund des vom DFB aus Sicherheitsgründen geforderten Umzugs ins Neckarstadion gaben die Verantwortlichen als Saisonziel den Klassenerhalt aus. Das erste Bundesligaspiel der Stuttgarter Kickers fand am 23. Juli 1988 zuhause gegen den VfL Bochum statt. Als es bis kurz vor Schluss der Partie 1:1 stand, erzielte der VfL Bochum in der 89. Minute das 1:2. Der Niederlage zum Saisonstart folgte ein Auswärtssieg bei Eintracht Frankfurt. Nach einigen zum Teil recht hohen Niederlagen stand die Mannschaft ab dem 7. Spieltag fast ununterbrochen auf einem Abstiegsrang, konnte den Abstand auf einen Nichtabstiegsplatz jedoch gering halten. Nach dem letzten Spieltag lagen vor dem abgeschlagenen Letzten Hannover 96 gleich vier Mannschaften mit 26 Punkten auf den Plätzen 14 bis 17. Aufgrund der um fünf Tore schlechteren Tordifferenz gegenüber Eintracht Frankfurt stiegen die Stuttgarter Kickers am Ende ihrer ersten Bundesligasaison als Tabellensiebzehnter direkt wieder ab.
Nach dem Bundesligaabstieg strebte der Verein die direkte Rückkehr ins Oberhaus an. Nach zwei Niederlagen zu Saisonbeginn arbeiteten sich die Kickers im Laufe der Vorrunde ins vordere Tabellendrittel. In der Rückrunde lagen die Kickers mehrere Spieltage auf dem dritten Tabellenplatz, der zur Teilnahme an den Relegationsspielen zur Bundesliga berechtigt hätte. Fünf Auswärtsniederlagen in Folge kosteten Platz drei. Am Ende wurde man mit einem Punkt Rückstand Vierter hinter dem 1. FC Saarbrücken.
Im darauf folgenden Jahr erreichte der neue Kickerstrainer Rainer Zobel mit einer jungen Mannschaft den dritten Platz und damit die Relegation gegen den Bundesligasechzehnten FC St. Pauli. Nachdem Hin- und Rückspiel jeweils 1:1 geendet hatten, musste ein Entscheidungsspiel im Gelsenkirchener Parkstadion ausgetragen werden. Die Kickers gewannen die Partie durch Tore von Vollmer, Cayasso und Fengler bei einem Gegentor von Knäbel mit 3:1 und stiegen zum zweiten Mal in die Bundesliga auf.
Nachdem die ostdeutschen Vereine zur Spielzeit 1991/92 in die Bundesliga aufgenommen worden waren, wurde die Saison mit 20 Mannschaften, von denen vier absteigen mussten, ausgetragen. Aufgrund der erst im dritten Spiel gefallenen Entscheidung um den Bundesligaaufstieg lagen nur 34 Tage zwischen dem 3:1-Sieg in Gelsenkirchen und dem Saisonauftakt gegen die SG Wattenscheid 09. Die Stuttgarter Kickers starteten dennoch gut in ihre zweite Bundesligasaison. Im Oktober gewann die Mannschaft mit 4:1 beim Rekordmeister FC Bayern München. Nach 16 Spielen mit nur einem einzigen Sieg konnten die Kickers im Saisonendspurt jedoch noch einmal aufholen. Vor dem letzten Spieltag hatte man nur einen Zähler Rückstand auf den rettenden 16. Tabellenplatz. Am letzten Spieltag schlugen die Kickers den VfL Bochum mit 2:0. Zur Pause wäre der Klassenerhalt erreicht gewesen. Da die SG Wattenscheid 09 als direkter Konkurrent im Abstiegskampf nach 0:2-Pausenrückstand noch mit 3:2 gegen Borussia Mönchengladbach gewann, mussten die Kickers jedoch erneut absteigen.
Nach dem erneuten Bundesligaabstieg spielte der Klub in der Saison 1992/93 wieder zweitklassig. Jedoch konnte er sich auch dort nicht halten, so dass die Kickers in der darauf folgenden Saison noch einmal in die wieder eingeführte Regionalliga abstiegen. Dem erstmaligen Abstieg in die Drittklassigkeit sollte der direkte Wiederaufstieg folgen, doch die schwache Auswärtsbilanz und die konstanten Leistungen des späteren Aufsteigers SpVgg Unterhaching machten die Hoffnungen trotz einer sehr guten Rückrunde zunichte. Im folgenden Jahr gelang als Meister der Regionalliga Süd mit neun Punkten Vorsprung vor dem Zweiten VfR Mannheim schließlich die Rückkehr in die Zweite Bundesliga.
Mit der Euphorie des Wiederaufstiegs starteten die Stuttgarter Kickers gut in die Saison 1996/97, gerieten aber durch Verletzungspech zwischenzeitlich in Abstiegsgefahr. Gegen Ende der Saison spielte die Mannschaft plötzlich sogar um den Aufstieg mit. Der Traum vom Durchmarsch in die Bundesliga zerplatzte jedoch durch Punktverluste gegen die direkten Konkurrenten 1. FSV Mainz 05 und VfL Wolfsburg.
Trotz des von den Verantwortlichen angestrebten Aufstiegs in die Bundesliga geriet der Klub in den folgenden Spielzeiten immer wieder in den Abstiegskampf. In der Saison 1999/00 zogen die Kickers nach einem sensationellen 3:1 gegen Bundesliga-Tabellenführer Borussia Dortmund und weiteren Siegen gegen Arminia Bielefeld und den SC Freiburg ins Halbfinale des DFB-Pokal ein, das mit 1:2 n. V. bei Werder Bremen verloren wurde.
Gleichzeitig wurde die Lage in der Liga immer prekärer. Nach einem Unentschieden beim Karlsruher SC am letzten Spieltag und dem Ausgleichstreffer des direkten Konkurrenten FC St. Pauli in der 90. Spielminute waren die Kickers sportlich abgestiegen. Durch den Lizenzentzug von Tennis Borussia Berlin zehn Tage nach Saisonende wurde der Abstieg am Grünen Tisch jedoch vermieden. Für die folgende Spielzeit konnten die Kickers aufgrund der späten Saisonplanungen jedoch keine konkurrenzfähige Mannschaft mehr zusammenstellen und stiegen ein Jahr später im Juni 2001 das zweite Mal in der Geschichte in die drittklassige Regionalliga Süd ab.

### 2001 bis 2011: Absturz in die Viertklassigkeit
Mit einer spielerisch verstärkten Mannschaft sollte die sofortige Rückkehr in die Zweitklassigkeit erreicht werden. Die Kickers starteten jedoch schlecht in die neue Saison. Nachdem zur Winterpause sogar der Abstieg in die Oberliga Baden-Württemberg gedroht hatte, beendete man die Saison 2001/02 immerhin noch auf Platz 12. In der darauf folgenden Saison kam es noch schlimmer. Am letzten Spieltag, als die Kickers spielfrei hatten, musste man tatenlos zusehen, wie man in der Tabelle von zwei Mannschaften überholt und der sportliche Abstieg in die Viertklassigkeit besiegelt wurde. Ähnlich wie 2000 wurden die Stuttgarter Kickers jedoch abermals am Grünen Tisch gerettet. Da Zweitligaabsteiger SV Waldhof Mannheim
aus finanziellen Gründen keine Lizenz erteilt bekam und in die Oberliga musste, blieb der Klub weiter in der Regionalliga.
Im Sommer trat der langjährige Kickers-Präsident Axel Dünnwald-Metzler aus gesundheitlichen Gründen zurück. Mit dem Rücktritt des 24 Jahre tätigen Präsidenten, der einige Monate später am 6. April 2004 verstarb, endete eine Ära bei den Kickers. Als neuer Präsident wurde Hans Kullen gewählt, der vor der Aufgabe stand, den kurz vor der Eröffnung des Insolvenzverfahrens stehenden Verein zu sanieren. Um den Verein zu retten, wurde das Vereinsgelände an die Stadt Stuttgart verkauft. Dies und die auf 10 Jahre verkauften Namensrechte am Stadion bewahrten die Kickers vor dem finanziellen Aus.
Sportlich war ein leichter Aufwärtstrend zu erkennen. Entscheidenden Anteil hatte der seit 2003 tätige Trainer Robin Dutt, der die stark verjüngte Mannschaft spielerisch und taktisch gut einstellte. Neben dem 9. Tabellenplatz am Ende der Saison 2004/05 qualifizierte sich der Klub durch den Gewinn des WFV-Pokals für den DFB-Pokal. Auch im folgenden Jahr stabilisierten sich die Kickers weiter. Mit Platz 8 in der Regionalliga und der Titelverteidigung im WFV-Pokal und der abermaligen DFB-Pokal-Qualifikation wurden die Erwartungen erfüllt.
Das erste Mal seit Jahren starteten die Kickers 2006/07 wieder einmal sehr gut in die Saison. Bis zum 10. Spieltag stand die Mannschaft an der Tabellenspitze und träumte von der Rückkehr in die Zweite Liga. Zudem wurde in der 1. DFB-Pokalrunde Bundesligist Hamburger SV mit 4:3 nach Verlängerung besiegt. Die DFB-Pokalsaison 2006/07 endete für die Kickers jedoch in einem Skandal, als das Zweitrundenspiel gegen Hertha BSC in der 81. Minute abgebrochen wurde, da der Schiedsrichterassistent Kai Voss von einem aus dem Fanblock geworfenen Gegenstand getroffen und verletzt worden war. Die Partie wurde für Hertha gewertet. Wie die Ermittlungen ergaben, handelte es sich bei dem Gegenstand um einen halbvollen Bierbecher aus Hartplastik, der von einem Zuschauer geworfen wurde. Vom DFB wurden die Kickers daraufhin zu einer Geldstrafe in Höhe von 10.000 Euro sowie einem Spiel unter Ausschluss der Öffentlichkeit verurteilt. Die Partie gegen die SV Elversberg (Endstand 2:0) fand in einem leeren Stadion auf der Waldau statt, während die Fans vom Vereinspräsidium zum Public-Viewing auf das Vereinsgelände eingeladen waren. Zudem wurde zur Rückrunde 2006/07 ein Netz über die komplette Gegengerade des Stadions auf der Waldau gespannt. Am Ende der Saison verpasste man den Aufstieg mit 17 Punkten Rückstand auf den Zweitplatzierten TSG 1899 Hoffenheim klar. Der vierte Platz war dennoch die beste Platzierung seit dem Regionalligaabstieg.
In der Saison 2008/09 starten die Kickers in der neu gegründeten 3. Liga. Die Qualifikation hierfür gelang am 31. Mai 2008 mit einem 2:0-Sieg in Elversberg, bei zeitgleicher 1:2-Niederlage des Konkurrenten SSV Reutlingen 05. Der Start in der neu geschaffenen Spielklasse misslang jedoch vollständig; nachdem aus den ersten sieben Spielen lediglich ein Punkt geholt worden war, wurde Trainer Stefan Minkwitz entlassen und durch Edgar Schmitt ersetzt. Nachdem Schmitt am 14. April 2009 zurückgetreten war, übernahm der bisherige Assistenztrainer Rainer Kraft den Posten des Cheftrainers. Als die Kickers zwei Spieltage vor Saisonende 5 Punkte Rückstand auf einen Nicht-Abstiegsplatz hatten, erklärte die Vereinsführung am 14. Mai 2009, dass man einen Betrag über 200.000 Euro aus einem Kautionsfond des DFB nicht zurückzahlen werde und somit einen Abzug von 3 Punkten in der laufenden Saison akzeptiert. Somit standen die Kickers als Tabellenletzter der 3. Liga fest und stiegen in die viertklassige Regionalliga Süd ab.
Mit dem Abstieg aus der 3. Liga gab der Traditionsverein zunächst bekannt, dass Joachim Cast von seinen Aufgaben als sportlicher Leiter entbunden sei. Kurz darauf einigte man sich auf die Auflösung des laufenden Vertrags. Neuer Geschäftsführer der Kickers wurde Jens Zimmermann. Als Nachfolger des ebenfalls entlassenen Cheftrainers Rainer Kraft wurde Anfang Juni 2009 Dirk Schuster vorgestellt. Auf Grund von „Amtsmüdigkeit“ trat zum 15. Juli 2009 der Präsident der Kickers Dirk Eichelbaum zurück. Sein Amt übernahm Edgar Kurz. Bei der Jahreshauptversammlung Ende November 2010 übergab dieser sein Amt wiederum an Rainer Lorz.
Nach dem Abstieg in die viertklassige Regionalliga wurde der Wiederaufstieg in die 3. Liga innerhalb von drei Jahren als Ziel ausgegeben. In der Saison 2009/10 stand die sportliche und vor allem finanzielle Konsolidierung, so dass der unter dem neuen Trainer Dirk Schuster runderneuerte Kader hauptsächlich aus früheren Spielern der zweiten Mannschaft zusammengestellt wurde. Dazu kamen nur wenige externe Zugänge, z. B. Vincenzo Marchese vom SSV Ulm, der bereits früher in der ersten und zweiten Mannschaft der Kickers aktiv war, sowie Fabian Gerster vom SC Pfullendorf. Die meisten Spieler des bisherigen Drittligakaders verließen den Verein. Die junge Kickers-Mannschaft schlug sich erfreulich gut und begeisterte die Zuschauer mit kontrolliertem Offensivfußball aus einer starken Defensive heraus. Viele der Kickers-Eigengewächse wuchsen über sich hinaus. Es erwies sich als sehr schwer, die neue Kickers-Mannschaft zu besiegen, allerdings waren die vielen Unentschieden – insgesamt 15 – am Ende der Saison doch ein kleiner Wermutstropfen, so dass trotz nur 8 Niederlagen bei 11 Siegen nur Platz 9 heraussprang. Trotzdem konnte der Verein einiges an Kredit bei Fans und Umfeld zurückgewinnen. Zu Hause blieb man bis zum letzten Spieltag ungeschlagen, bis man das letzte Saisonheimspiel doch noch verlor, und dann auch noch sehr deutlich mit 0:4 gegen den 1. FC Nürnberg II. Dafür wurde Kickers-Stürmer Mijo Tunjic gemeinsam mit dem Großaspacher Abedin Krasniqi mit 19 Treffern Torschützenkönig der Regionalliga Süd und wechselte anschließend in die 3. Liga zur SpVgg Unterhaching.
In der Saison 2010/11 wurde der Kader punktuell verstärkt und als Saisonziel Platz 1-6 ausgegeben. Nach gutem Start verloren die Kickers das Heimspiel gegen den 1. FC Nürnberg II jedoch mit 1:2, nachdem der Schiedsrichter Rafael Foltyn drei Kickers-Spieler vom Platz gestellt und zweimal auf Elfmeter zu Gunsten Nürnbergs entschieden hatte. Dieses „Skandalspiel“ schien die Mannschaft zu verunsichern, denn in der Folge verlor man drei weitere Heimspiele. Obwohl auswärts öfters erfolgreich, stand man in der Winterpause nur auf einem Mittelfeldplatz. Aus dem Niemandsland der Tabelle kommend, spielten die Kickers jedoch eine äußerst erfolgreiche Rückrunde, gewannen jetzt auch ihre Heimspiele und insgesamt achtmal in Serie, so dass man sich plötzlich in der Spitzengruppe wiederfand. Zudem schwächelte Herbstmeister Hessen Kassel in der Rückrunde zusehends. Eigentlicher Nutznießer der Kasseler Schwäche war jedoch der SV Darmstadt 98, der sich letztlich Platz 1 und den Aufstieg sichern konnte. Die Kickers erreichten aber noch Platz 2, nachdem sie die gesamte Rückrunde ungeschlagen geblieben waren.

### 2012 bis 2022: Rückkehr in die 3. Liga und Absturz in die Oberliga
2011/12 war bereits zwei Spieltage vor Saisonende der Aufstieg der Kickers in die 3. Liga perfekt. Nach einem soliden Start in die Saison 2012/13 rückten nach einer Serie von sechs sieglosen Spielen in Folge die Abstiegsplätze immer näher. Aufstiegstrainer Dirk Schuster wurde daraufhin im November 2012 von seinen Aufgaben entbunden, Guido Buchwald übernahm die Mannschaft als Interimstrainer bis zur Winterpause. Zur Rückrunde wurde schließlich Gerd Dais als neuer Trainer verpflichtet, der im November 2012 als Cheftrainer des Zweitligisten SV Sandhausen entlassen worden war. Doch auch unter ihm wollte sich kein sportlicher Erfolg einstellen. Bereits nach zehn Spielen wurde er wieder von seinen Aufgaben entbunden, nachdem die Mannschaft nur zwei Siege hatte einfahren können. Ihm folgte Massimo Morales als neuer Cheftrainer. Zwar gelang der Mannschaft unter seiner Leitung im Mai 2013 knapp der Klassenerhalt, in der Saison 2013/14 erzielte das Team jedoch nur drei Punkte aus acht Spielen. Auch wegen Unstimmigkeiten in der Mannschaft stellte ihn das Kickers-Präsidium am 9. September 2013 frei; interimsweise übernahm der U23-Trainer Jürgen Hartmann. Am 30. September gab der Verein bekannt, dass Horst Steffen den Trainerposten bei den Kickers übernimmt. Seine Verpflichtung erfolgte auf Initiative des kurz zuvor als hauptamtlicher Sportdirektor eingestellten Michael Zeyer. Mit dem Duo Zeyer/Steffen begann ein Aufwärtstrend, der sich bereits unter Interimstrainer Jürgen Hartmann abgezeichnet hatte, unter dem zwei von drei Spielen gewonnen werden konnten. Zunächst war dieser Trend aber nur bei den Heimspielen erkennbar; bis zur Winterpause konnte aufgrund der Heimstärke der Abstand zu den Nichtabstiegsplätzen gering gehalten werden. Mit einem 2:1 im ersten Rückrundenauswärtsspiel in Erfurt konnten rechtzeitig vor der Winterpause die Abstiegsplätze verlassen werden. In der Rückrunde gelang mit neun ungeschlagenen Spielen in Serie der Vormarsch in die obere Tabellenhälfte. Als man in einem Schlüsselspiel gegen Spitzenreiter Heidenheim zwischenzeitlich 3:0 führte, schien kurzzeitig sogar der Angriff auf den Relegationsplatz denkbar. Heidenheim erreichte allerdings noch ein 3:3. Trotz zweier Niederlagen in den letzten beiden Saisonspielen wurde in der Endabrechnung Platz 8 erreicht. Durch die Finalteilnahme im Landespokal gelang erstmals seit 2006 wieder die Teilnahme am DFB-Pokal.
Vor der Saison 2014/15 änderte Trainer Horst Steffen das Spielsystem in ein offensives 4-3-3 mit hochstehenden Außenverteidigerpositionen. Der Kader wurde nur gering verstärkt, u. a. mit dem vom VfB Stuttgart II gekommenen Spielmacher Besar Halimi, der sich als Volltreffer erweisen sollte. Nach einer Auftaktniederlage in Wiesbaden knüpfte das Team nahtlos an die Heimstärke der Vorsaison an, obwohl man im Ausweichstadion an der Kreuzeiche in Reutlingen spielen musste. Zweimal waren die Kickers sogar Tabellenführer. Das Reutlinger Exil konnte man ohne Heimniederlage überstehen. Niederlagen gab es zunächst lediglich auswärts bei den Topmannschaften Arminia Bielefeld und MSV Duisburg. Eine 1:5-Schlappe im kleinen Stadtderby war jedoch der Auftakt einer Serie von sechs sieglosen Spielen, davon fünf Unentschieden. Teilweise war dies dem Ausfall von Kapitän Enzo Marchese geschuldet, der zunächst nicht gleichwertig ersetzt werden konnte. Zum Rückrundenstart gelangen allerdings vier Siege in Serie und die Aufstiegsplätze rückten wieder in greifbare Nähe. Emotionaler Höhepunkt war die Rückkehr von Stürmer Daniel Engelbrecht, der nach mehreren Herzoperationen und einjähriger Pause mit einem eingebauten Defibrillator auf den Platz zurückkehrte und zwei wichtige Tore erzielen konnte. Die Mannschaft überwinterte dann sogar auf Relegationsplatz 3, im DFB-Pokal war sie in der Ersten Runde gegen Borussia Dortmund ausgeschieden. Der Start in die Rückrunde verlief ebenfalls erfolgreich, da Marchese als Kapitän wieder zur Verfügung stand. Neu verpflichtet wurden zudem die beiden Offensivspieler Manuel Fischer und Bentley Baxter Bahn. 2015 konnten die Heimspiele wieder im umgebauten Gazi-Stadion ausgetragen werden, zum Auftakt gab es aber ein 0:2 gegen Spitzenreiter Bielefeld. Zwei Wochen später konnte aber der spätere Aufsteiger MSV Duisburg in einem begeisternden Spiel bei zwischenzeitlicher 4:0-Führung mit 4:2 besiegt werden. Platz 2 war somit in greifbarer Nähe. Da ein Nachholspiel gegen Halle jedoch 1:1 endete, wurde dieser Sprung verpasst und man rutschte nach drei Auswärtsniederlagen in Folge endgültig aus den Aufstiegsrängen. Insbesondere durch einen spektakulären 3:2-Auswärtssieg nach 0:2-Rückstand beim direkten Konkurrenten Preußen Münster konnte aber Platz 4 und die damit verbundene erneute Qualifikation für den DFB-Pokal sichergestellt werden.
In der Anfangsphase der Saison 2015/16 hielten sich die Kickers zunächst vorwiegend in der oberen Tabellenhälfte auf. Später folgte jedoch eine Serie siegloser Spiele, wodurch die Mannschaft ins untere Mittelfeld abrutschte. In der Ersten Runde des DFB-Pokals war sie gegen den VfL Wolfsburg ausgeschieden. Trainer Horst Steffen wurde daraufhin am 4. November 2015 entlassen und durch Tomislav Stipić ersetzt. Unter Stipić hielt die sieglose Serie allerdings an, so dass die Kickers auf den letzten Tabellenplatz abrutschten, den sie auch zur Winterpause einnahmen. Im späteren Saisonverlauf besserten sich die Ergebnisse, wodurch die Mannschaft zwischenzeitlich die Abstiegsränge verlassen konnte. Nach einer 0:1-Niederlage beim direkten Abstiegskonkurrenten Werder Bremen II am vorletzten Spieltag lief es am letzten Spieltag auf eine Entscheidung zwischen den Kickers, Bremen II, dem SV Wehen Wiesbaden und Energie Cottbus hinaus. Die Kickers verloren ihr eigenes Spiel gegen den Chemnitzer FC mit 0:1, standen jedoch zum Zeitpunkt, als das eigene Spiel abgepfiffen wurde, virtuell auf dem 17. Tabellenplatz, da Wehen Wiesbaden zu diesem Zeitpunkt gegen den bereits abgestiegenen VfB Stuttgart II lediglich mit 2:1 führte und somit gegenüber den Kickers und Bremen II – bei gleicher Punktzahl (43) und Tordifferenz (−14) – die wenigsten erzielten Tore aufwies. Wehen erhöhte jedoch in der Nachspielzeit auf 3:1, wodurch diese auf eine Tordifferenz von −13 kamen. Die Kickers hatten schließlich, ebenso wie Bremen II, eine Tordifferenz von −14, belegten damit aufgrund der weniger erzielten Tore den 18. Tabellenplatz und mussten den Gang in die viertklassige Regionalliga Südwest antreten.
Am 20. Oktober 2016 trat Michael Zeyer als Sportdirektor von seinem Amt zurück. Vier Tage später und nach einer 1:2-Niederlage gegen den Tabellenletzten FC Nöttingen wurde Trainer Alfred Kaminski beurlaubt. Bis zur Winterpause wurde die Mannschaft interimsweise von Dieter Märkle trainiert. Am 14. Dezember 2016 wurde mit Tomasz Kaczmarek ein neuer Trainer vorgestellt. Der Verein schaffte am Ende der Viertliga-Saison 2016/17 mit Rang 13 von 19 den Klassenerhalt. Im Mai 2017 beschloss die Fußballabteilung die Auflösung der Zweiten Herrenmannschaft, die zu diesem Zeitpunkt als U-23-Team an der Oberliga Baden-Württemberg teilnahm.
Am Ende der Saison 2017/18 stiegen die Stuttgarter Kickers als 17. der Regionalliga Südwest in die Oberliga Baden-Württemberg ab.
Für die Premierensaison in der Oberliga, der fünften Ebene im Spielklassensystem, verpflichtete der Verein im Sommer 2018 Tobias Flitsch als neuen Cheftrainer. Er führte die Mannschaft zur Vizemeisterschaft hinter dem Bahlinger SC, womit sich die Chance, über die Aufstiegsrunde die Rückkehr in die Regionalliga zu schaffen, eröffnete. Der Aufstieg wurde jedoch nach einem 1:1 gegen den SV Röchling Völklingen und einem 1:1 gegen den FC Bayern Alzenau um ein Tor verpasst. Cheftrainer Flitsch verließ den Verein und Ramon Gehrmann, zuvor u. a. beim SGV Freiberg erfolgreich, übernahm dessen Posten.
Am 27. März 2020 sprach Kickers-Geschäftsführer Marc-Nicolai Pfeifer von einer existentiellen Not, die unter anderem durch den SARS-CoV-2 und die damit nicht vorhandenen Zuschauer- und Werbeeinnahmen zunahm. Die Stuttgarter Kickers hatten zu diesem Zeitpunkt eine Liquiditätslücke im unteren sechsstelligen Bereich. Die Fußballer des SVK landeten in der Oberliga-Saison 2019/20 schließlich auf Platz 3 und am Ende der wegen der SARS-CoV-2-Situation abgebrochenen Folgesaison auf Platz 2.
Nach den ersten sechs Spielen der Oberliga-Saison 2021/22 wurde Cheftrainer Gehrmann am 27. September 2021 entlassen. Nachfolger wurde der bisherige Co-Trainer Mustafa Ünal. Unter ihm feierte der Verein den vierten Gewinn des WFV-Pokals und hatte bis zuletzt die Chance auf Platz 1 in der Liga, doch am Ende stieg der SGV Freiberg direkt auf und die Kickers wurden auch in der anschließenden Aufstiegsrunde zur Regionalliga, hinter Eintracht Trier, nur Zweiter.

### Seit 2023: Aufstieg in die Regionalliga Südwest
In der Saison 2022/23 wurden die Stuttgarter Kickers mit 108:17 Toren und 15 Punkten Vorsprung auf den Tabellenzweiten bereits am 31. Spieltag vorzeitig Meister der Oberliga. Damit stiegen die Blau-Weißen nach fünfjähriger Zeit in der Fünftklassigkeit wieder in die viertklassige Regionalliga Südwest auf. Auch in der Regionalliga verweilten die Kickers überraschenderweise lange Zeit auf dem 1. Tabellenplatz. Am letzten Spieltag scheiterte der SVK allerdings durch eine 3:0-Niederlage am FC 08 Homburg, sodass schließlich die zweite Mannschaft des VfB Stuttgart die Tabellenführung errang und in die 3. Liga aufstieg.

### Geschichte der Spielkleidung

#### Heim
| 1899    | 1996/97 | 1997/98 | 1998–2000 | 2000/01 | 2001/02 | 2002–2004 | 2004–2006 | 2006/07 | 2007–2009 | 2009/10 |
| 2010/11 | 2011/12 | 2012/13 | 2013/14   | 2014/15 | 2015/16 | 2016–2018 | 2018/19   | 2019/20 | 2020–2022 | 2022/23 |
| 2023/24 | 2024/25 | 2024/25 |           |         |         |           |           |         |           |         |

1899: Als Spielkleidung bestimmte die erste Vereinssatzung aus dem Gründerjahr 1899 nach heißem Kampf schwarze Hosen und weiße Blusen mit blauer Streifung, die Farben der damals berühmten Berliner Viktoria.
2012/13: In der ersten Saison nach dem Aufstieg in die 3. Liga trug die Mannschaft der Kickers das Trikotmodell Checker von Umbro, welches wie bereits das Gründungstrikot ein blau-weißes Streifentrikot war.
2019: Zum 120. Jubiläum der Stuttgarter Kickers wurde ein blau-weißes Retro-Trikot mit einem Retro-Logo entworfen und ersetzte während der laufenden Saison pünktlich zum 120. Geburtstag das Vorjahrestrikot.
2024: Als sich am 21. September 2024 der Gründungstag des Vereins zum 125. mal jährte, lief die Mannschaft an diesem Tag beim Heimspiel in einem Jubiläumstrikot auf. Dieses wurde und in traditioneller Farbgebung gestaltet und enthielt keine Sponsoren. Auch die Hosen und Socken waren hierfür wie in der Gründerzeit in schwarz gehalten.

#### Auswärts und Alternativ
| Auswärts · 2001/02 | Auswärts · 2004/05 | Auswärts · 2005/06     | Auswärts · 2006/07 | Alternativ · 2006/07 | Auswärts · 2007–2009 | Auswärts · 2009/10   | Auswärts · 2010–2012 | Auswärts · 2012/13   | Alternativ · 2012/13 |
| Auswärts · 2013/14 | Auswärts · 2014/15 | Alternativ · 2014–2016 | Auswärts · 2015/16 | Auswärts · 2016/17   | Alternativ · 2016/17 | Auswärts · 2017–2019 | Auswärts · 2019/20   | Auswärts · 2020-2023 | Auswärts · 2023/24   |

## Namen und Zahlen

Bild vom Endspiel um die deutsche Meisterschaft 1908

### Meisterschaftserfolge
- Deutscher Vize-Meister: 1908
- Süddeutscher Meister (3): 1908, 1913, 1917
- Meister der 2. Bundesliga: 1988
- Meister der II. Division (2): 1951, 1959
- Meister der Regionalliga Süd: 1996, 2012
- Meister der Oberliga Baden-Württemberg: 2023
- Württembergischer Meister (29): 1901, 1902, 1903, 1904, 1905, 1906, 1907, 1908, 1909, 1910, 1911, 1912, 1913, 1914, 1916, 1917, 1921, 1923, 1924, 1925, 1928, 1933, 1936, 1939, 1940, 1941, 1942, 1943, 2019

In der ewigen Tabelle der Bundesliga belegen die Stuttgarter Kickers nach der Saison 2018/19 den 45. Platz. Von 72 Spielen gewannen die Kickers 20, verloren 35 und spielten 17 Mal unentschieden. Das Torverhältnis beträgt 94:132. In der ewigen Tabelle der 2. Bundesliga sind die Blauen nach der Saison 2018/19 auf Platz 6 zu finden. Aus 864 Spielen in 23 Spielzeiten holte der Verein 350 Siege, 214 Unentschieden und 300 Niederlagen bei einem Torverhältnis von 1400:1199.

### Pokalerfolge
- DFB-Pokalfinalist: 1987
- DFB-Pokal Halbfinale: 2000
- Süddeutscher Pokalsieger 1932
- Württembergischer Pokalsieger (4): 1946, 2005, 2006, 2022
- Intertoto-Cup-Sieger: 1981

### Kader 2025/26
(Stand: 18. Juli 2025)

| Nr.        | Nat.                   | Spieler                | im Verein seit | letzter Verein        |
| Torhüter   | Torhüter               | Torhüter               | Torhüter       | Torhüter              |
| ---------- | ---------------------- | ---------------------- | -------------- | --------------------- |
| 01         | Deutschland            | Felix Dornebusch       | 2023           | VfB Oldenburg         |
| 35         | Deutschland            | Léon Neaimé            | 2019           | eigene Jugend         |
| 39         | Kroatien Deutschland   | David Mitrović         | 2024           | eigene Jugend         |
| 40         | Schweiz Deutschland    | Bela Dumrath           | 2025           | FC St. Gallen         |
| Abwehr     |                        |                        |                |                       |
| 04         | Deutschland Serbien    | Milan Petrović         | 2024           | TSG Hoffenheim II     |
| 05         | Deutschland            | Jacob Danquah          | 2025           | Hannover 96 II        |
| 19         | Deutschland            | Nico Fundel            | 2025           | FV Illertissen        |
| 24         | Deutschland            | Vincent Schwab         | 2025           | TSV Steinbach Haiger  |
| 27         | Deutschland            | David Udogu            | 2025           | FV Illertissen        |
| 36         | Kroatien Deutschland   | Mario Borac            | 2017           | eigene Jugend         |
| Mittelfeld |                        |                        |                |                       |
| 08         | Deutschland Serbien    | David Tomić            | 2024           | SGV Freiberg          |
| 09         | Deutschland Turkei     | Sinan Tekerci          | 2023           | SV Elversberg         |
| 13         | Deutschland Italien    | Nevio Schembri         | 2023           | eigene Jugend         |
| 14         | Deutschland Athiopien  | Melkamu Frauendorf     | 2025           | Hannover 96 II        |
| 15         | Deutschland            | Nico Blank             | 2011           | eigene Jugend         |
| 18         | Deutschland            | Maximilian Zaiser      | 2025           | FC Würzburger Kickers |
| 20         | Kosovo                 | Lirjon Abdullahu       | 2022           | eigene Jugend         |
| 21         | Deutschland            | Per Lockl              | 2024           | SV Waldhof Mannheim   |
| 28         | Deutschland            | Lukas Kiefer           | 2022           | SSV Ulm 1846          |
| 34         | Deutschland            | Oskar Hencke           | 2024           | eigene Jugend         |
| 37         | Deutschland Kosovo     | Flamur Berisha         | 2022           | SGV Freiberg          |
| 38         | Deutschland            | Christian Mauersberger | 2023           | SGV Freiberg          |
| Angriff    |                        |                        |                |                       |
| 07         | Montenegro Deutschland | Meris Skenderović      | 2024           | Hallescher FC         |
| 17         | Deutschland            | Marlon Faß             | 2025           | Dynamo Dresden        |
| 22         | Deutschland            | David Braig            | 2019           | SSV Ulm 1846          |
| 29         | Deutschland            | David Stojak           | 2025           | FC Nöttingen          |

### Transfers zur Saison 2025/26
| Zugänge | Abgänge |
| --- | --- |
| - Maximilian Zaiser (FC Würzburger Kickers) - Jacob Danquah (Hannover 96 II) - Melkamu Frauendorf (Hannover 96 II) - Bela Dumrath (FC St. Gallen – Leihe) - David Udogu (FV Illertissen) - Nico Fundel (FV Illertissen) - Vincent Schwab (TSV Steinbach Haiger) - Oskar Hencke (eigene Jugend) - David Mitrović (eigene Jugend) - Lirijon Abdullahu (eigene Jugend) - Marlon Faß (Dynamo Dresden – Leihe) | - Nyamekye Awortwie-Grant (FC Energie Cottbus) - Louis Lord (FC Erzgebirge Aue – Leihe beendet) - Arlind Rexhepi (SV Waldhof Mannheim – Leihe beendet) - Brian Behrendt (FSV Schöningen) - Dennis de Sousa Oelsner (unbekannt) - Paul Polauke (Sportfreunde Siegen) - Marcel Schmidts (1. Göppinger SV) - Marian Riedinger (unbekannt) - David Kammerbauer (Sportfreunde Siegen) - Konrad Riehle (FC-Astoria Walldorf) - Vico Meien (VfR Aalen) |

### Trainer- und Betreuerstab 2025/26
| Nat.                                | Name                        | Funktion              |
| Trainerstab                         | Trainerstab                 | Trainerstab           |
| ----------------------------------- | --------------------------- | --------------------- |
| Deutschland                         | Marco Wildersinn            | Cheftrainer           |
| Deutschland                         | Dominik Lang                | Co-Trainer            |
| Turkei                              | Kerem Arslan                | Co-Trainer            |
| Kroatien                            | Denis Jerčić                | Torwarttrainer        |
| Griechenland                        | Konstantinos Konstantinidis | Athletiktrainer       |
| Medizinische Abteilung              |                             |                       |
| Deutschland                         | Mario Bucher                | Mannschaftsärzte      |
| Deutschland                         | Tobias Neumann              | Mannschaftsärzte      |
| Deutschland                         | Alexander Röth              | Physiotherapie        |
| Sportliche Leitung und Organisation |                             |                       |
| Deutschland                         | Lutz Siebrecht              | Geschäftsführer Sport |
| Deutschland                         | Valentin King               | Assistenz             |

### Bekannte ehemalige Spieler
Die folgende Auflistung enthält wichtige ehemalige Leistungsträger und Rekordhalter des Vereins sowie Spieler, die ihre Karriere bei den Kickers begannen und später bedeutende Erfolge feierten. Die Spieler sind chronologisch anhand des ersten Spiels für die Stuttgarter Kickers sortiert.
| Spieler                | Nationalität | Zeit                          | Besondere Leistungen |
| ---------------------- | ------------ | ----------------------------- | --- |

Eugen Kipp (Dritter von rechts) beim ersten Länderspiel des DFB im Jahr 1908

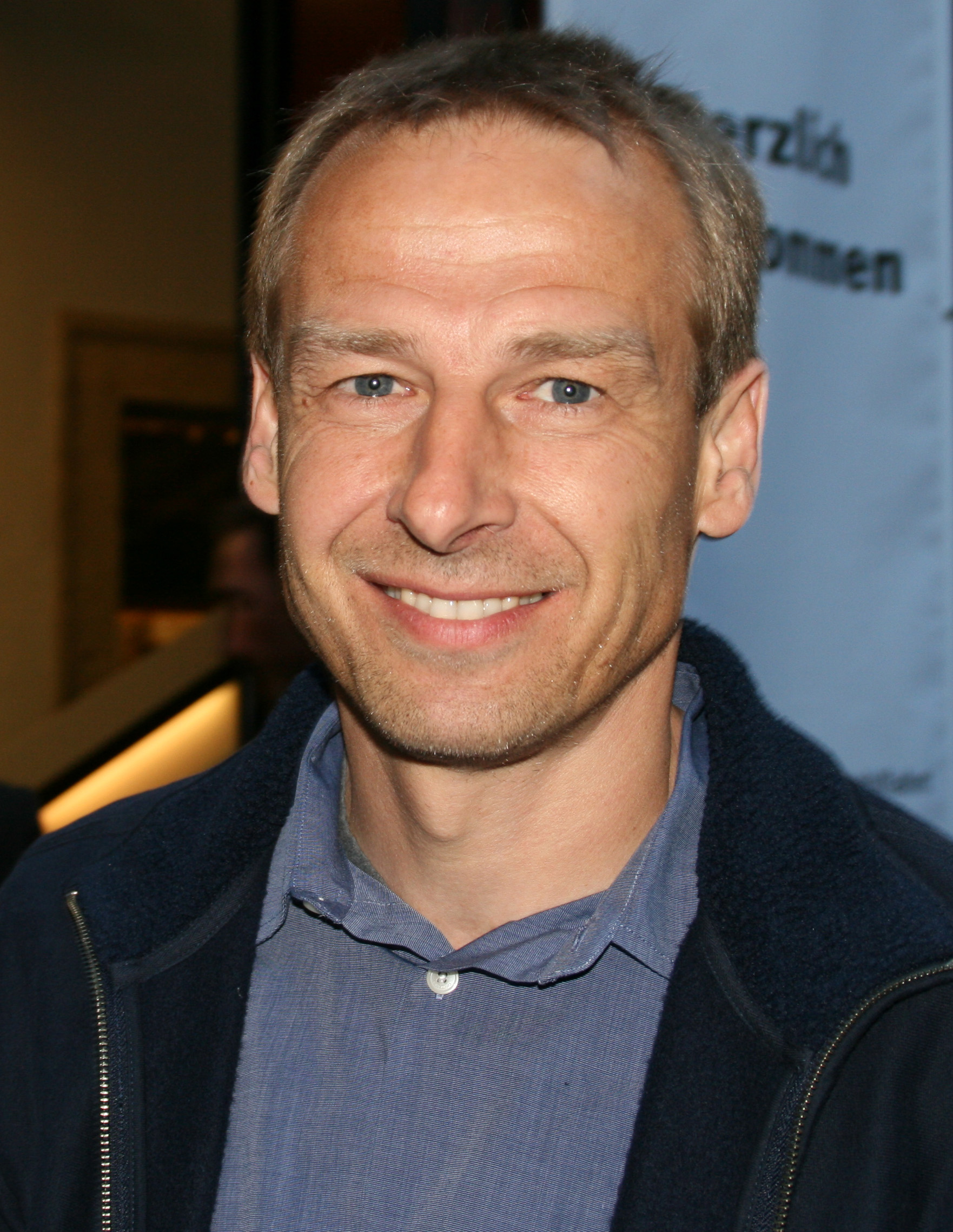
Der spätere Weltmeister Jürgen Klinsmann spielte von 1980 bis 1984 im Verein

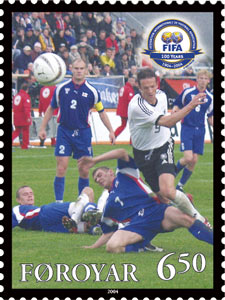
Der ehemalige Kickers-Spieler Fredi Bobic auf einer Briefmarke der Färöer

| Otto Löble             | Deutscher    | 1907–1913                     | Deutscher Vizemeister mit den Stuttgarter Kickers im Jahr 1908. Von 1909 bis 1913 bestritt er 4 A-Länderspiele für Deutschland. 1910 gewann er mit der süddeutschen Auswahl den Kronprinzenpokal. |
| Eugen Kipp             | Deutscher    | 1908–1912                     | Nahm am ersten offiziellen Spiel der deutschen Nationalmannschaft teil und bestritt zwischen 1908 und 1913 insgesamt 18 A-Länderspiele. Kronprinzenpokalsieger 1910 und Teilnehmer an den Olympischen Spielen 1912 in Stockholm. |
| Hellmut Maneval        | Deutscher    | 1921–1928                     | Der Halbstürmer kam im Jahr 1923 zu einem Länderspiel gegen die Niederlande. Nach seiner Zeit bei den Kickers wechselte er nach England. |
| Erwin Deyhle           | Deutscher    | 1937–1939 1940–1945 1947–1950 | Spielte in der Gauliga und Oberliga Süd als Torhüter für die Kickers. Hierbei nahm er 1939 und 1941 an der Endrunde zur deutschen Meisterschaft teil. Bestritt 1 A-Länderspiel gegen Estland im Jahr 1939. |
| Albert Sing            | Deutscher    | 1937–1949                     | Bestritt 83 Spiele im Trikot der Stuttgarter Kickers und erzielte dabei 4 Tore. Teilnehmer an der Endrunde zur deutschen Meisterschaft 1939 und 1941. 9 A-Länderspiele von 1940 bis 1942. Später unter anderem Co-Trainer der deutschen Nationalmannschaft bei der WM 1954 und Kickerstrainer von Mai bis Juni 1962. |
| Edmund Conen           | Deutscher    | 1938–1950                     | 129 Ligaspiele und 57 Tore für die Stuttgarter Kickers. Nahm dabei 1939, 1940 und 1941 an der Endrunde zur deutschen Meisterschaft teil. Von seinen insgesamt 28 A-Länderspielen bestritt er 14 während seiner Zeit bei den Kickers. |
| Helmut Jahn            | Deutscher    | 1945–1949                     | Stand in der Oberliga Süd 88 Mal im Tor der Kickers. 17 A-Länderspiele von 1939 bis 1942. |
| Hans Eberle            | Deutscher    | 1953–1957                     | Der Verteidiger bestritt 113 Oberligaspiele für die Kickers und erzielte 3 Tore. Kapitän der deutschen Olympiaauswahl 1952. Von 1963 bis 1966 Cheftrainer der Stuttgarter Kickers. |
| Siegfried Kronenbitter | Deutscher    | 1946–1957                     | Mit 135 Toren in 309 Spielen Rekordtorjäger der Kickers. Erzielte in der Saison 1950/51 mit 6 Treffern gegen den VfL Konstanz die meisten Tore eines Spielers in einem Spiel. |
| Feridun Buğeker        | Türke        | 1955–1961                     | WM-Teilnehmer mit der Türkei 1954 |
| Herbert Dienelt        | Deutscher    | 1956–1970                     | Rekordspieler der Kickers mit 403 Ligaspielen, wobei er 35 Tore schoss. |
| Robert Prosinečki      | Kroate       | 1974–1980                     | War in der Jugend bei den Stuttgarter Kickers, konnte sich jedoch nicht durchsetzten. Später wurde er unter anderem Europapokalsieger der Landesmeister und WM-Dritter 1998 mit Kroatien. |
| Walter Kelsch          | Deutscher    | 1975–1977                     | Begann seine Profikarriere bei den Kickers und bestritt dort 69 Zweitligaspiele, bei denen ihm 15 Tore gelangen. Bestritt nach seinem Weggang zum VfB Stuttgart 4 A-Länderspiele und wurde Deutscher Meister 1984. |
| Karl Allgöwer          | Deutscher    | 1977–1980                     | 116 Zweitligaspiele und 59 Tore für die Kickers. 1980 wechselte er für eine Ablöse von 700.000 DM zum Lokalrivalen VfB Stuttgart und wurde dort 1984 Deutscher Meister. Er bestritt 10 A-Länderspiele. |
| Guido Buchwald         | Deutscher    | 1979–1983                     | Entstammt der Kickers-Jugend und wurde Deutscher A-Jugendmeister 1979. 146 Zweitligaspiele und 18 Tore für die Kickers, bevor er zum VfB Stuttgart wechselte und dort zweimal deutscher Meister wurde. Er bestritt 76 A-Länderspiele und wurde 1990 Weltmeister. Im Jahr 2001 war er Sportdirektor der Stuttgarter Kickers. Vom 1. Dezember 2010 bis zum 1. Oktober 2013 war er Präsidiumsmitglied.                                      |
| Toni Kurbos            | Deutscher    | 1979–1981                     | Deutscher A-Jugendmeister 1979, danach 24 Zweitligaspiele und 3 Tore für die Kickers. Rekordtorschütze mit 6 Treffern in einem Spiel in der französischen Ligue 1 |
| Jürgen Klinsmann       | Deutscher    | 1981–1984                     | Klinsmann war Jugendspieler bei den Kickers. Mit 17 Jahren und 240 Tagen war er 35 Jahre lang der jüngste in der ersten Mannschaft eingesetzte Spieler. Er bestritt 61 Zweitligaspiele für den Verein und schoss dabei 22 Tore. Jürgen Klinsmann machte 108 A-Länderspiele, wurde Welt- und Europameister und erzielte 47 Tore für Deutschland. Von Juli 2004 bis Juli 2006 war er Bundestrainer der deutschen Fußballnationalmannschaft |
| Fredi Bobic            | Deutscher    | 1984–1990 1993–1994           | 62 Zweitligaspiele und 26 Tore für die Kickers. 37 A-Länderspiele. Europameister 1996. |
| Alois Schwartz         | Deutscher    | 1987–1993                     | 160 Spiele, davon 15 in der ersten Bundesligasaison, für den Verein. |
| Kari Laukkanen         | Finne        | 1987–1990                     | Stand bei 82 Ligaspielen im Tor der Kickers und erreichte mit ihnen den Aufstieg in die Bundesliga im Jahr 1989. 49 A-Länderspiele für Finnland |
| Ari Hjelm              | Finne        | 1988–1990                     | Bestritt 32 Spiele mit 5 Toren im ersten Bundesligajahr der Kickers. Nach dem Abstieg weitere 23 Zweitligaspiele. 100 A-Länderspiele für Finnland. |
| Jonathan Akpoborie     | Nigerianer   | 1994–1995                     | Der U16-Weltmeister von 1985 spielte in der Saison 1994/95 bei den Stuttgarter Kickers. Er wurde mit 37 Toren in 32 Spielen Regionalligatorschützenkönig und ist damit der Kickersspieler mit den meisten Toren in einer Saison. Er bestritt 13 A-Länderspiele für Nigeria. |
| Zoltan Sebescen        | Deutscher    | 1994–1999                     | Spielte 12 Jahre in der Kickersjugend und bestritt danach 73 Spiele für die erste Mannschaft, wobei er 5 Tore schoss. 1 A-Länderspiel gegen die Niederlande im Jahr 2000. Von 1. Juli 2007 bis 30. Juni 2009 war er Jugendkoordinator der Kickers. |

## Jugendfußball

### Geschichte
Die Jugendabteilung der Stuttgarter Kickers wurde bereits im Jahr 1900 gegründet. Neben dem später meist dominierenden VfB Stuttgart gehörten die Kickers im Juniorenbereich lange Zeit zu den erfolgreichsten Vereinen Württembergs. Von den Bambini bis zur A-Jugend gibt es im Verein insgesamt 14 Jugendmannschaften. Neben zahlreichen anderen Profispielern wurden auch die späteren Weltmeister Guido Buchwald und Jürgen Klinsmann in der Kickersjugend ausgebildet.
Nach der Einführung der deutschen A-Jugend-Meisterschaft im Jahr 1969 qualifizierten sich die Kickers 1978 erstmals für die Endrunde. Ein Jahr später wurde die Mannschaft durch einen 2:1-Sieg im Finale gegen den 1. FC Nürnberg Deutscher A-Jugendmeister. 1990 gewannen die Kickers den DFB-Junioren-Vereinspokal durch ein 3:0 gegen den Lüneburger SK. Im damaligen Kickers-Team spielte unter anderem der spätere Nationalspieler und Europameister Fredi Bobic.
Im Jahr 2004 waren die Stuttgarter Kickers für die aus den Regionalligen hervorgegangene in regionalen Staffeln spielende A-Junioren-Bundesliga qualifiziert, der die Mannschaft bis zum Abstieg in der Spielzeit 2007/08 angehörte. In späteren Jahren schaffte man mehrmals den Wiederaufstieg in die höchste deutsche Junioren-Spielklasse, stieg aber jedes Mal direkt wieder ab.
Auch die B-Junioren waren Teilnehmer an der Premierensaison 2007/08 der B-Junioren-Bundesliga. Als Drittletzter stieg man jedoch sofort ab. Von 2015 bis 2023 waren die Kickers dann acht Jahre lang in der höchsten Spielklasse vertreten.
Im Jahr 2024 wurden die höchsten Spielklassen im A- und B-Junioren-Bereich neu strukturiert. An die Stelle der bisherigen Bundesligen traten nun die U19-DFB-Nachwuchsliga und die U17-DFB-Nachwuchsliga. In beiden Ligen sind die Stuttgarter Kickers mit dabei.

### Größte Erfolge
- Deutscher A-Juniorenmeister 1979
- Deutscher A-Juniorenpokalsieger 1990
- Württembergischer A-Jugend Meister 1978, 1979, 1997
- Württembergischer A-Jugend Pokalsieger 1988, 1990, 1994, 1995, 2005, 2009
- Württembergischer B-Jugend Meister 1974, 1977, 1979
- Württembergischer B-Jugend Pokalsieger 2005
- Württembergischer C-Jugend Meister 1990

### Zweite Mannschaft (U23)
Die zweite Mannschaft der Kickers, Stuttgarter Kickers II, spielte seit der Saison 2000/01 in der Oberliga Baden-Württemberg. Zur Saison 2017/18 wurde die Mannschaft vom Spielbetrieb abgemeldet.

## Stadion und Infrastruktur

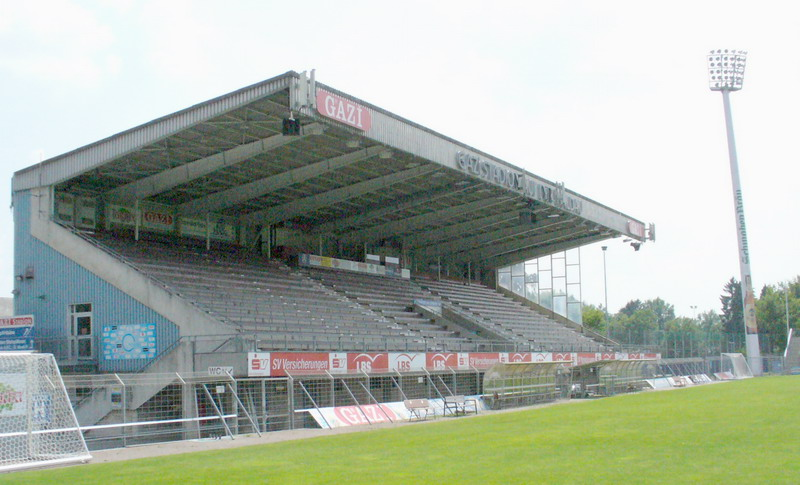
Gazi-Stadion

Wiedereröffnung des Kickers-Platz 19.7.1919. Spiel gg. MTK Budapest (1:5) vor 8000 Zuschauern

Heimstätte der ersten Fußballmannschaft der Stuttgarter Kickers ist das Gazi-Stadion auf der Waldau in Stuttgart-Degerloch, direkt unterhalb des Stuttgarter Fernsehturms. Die Kickers tragen auf dem ehemaligen Kickers-Platz seit 1905 ihre Heimspiele aus. Kein anderer deutscher Fußballverein spielt so lange am selben Ort. Somit ist es das älteste Stadion in Deutschland. Lediglich während des Umbaus des eigenen Stadions, zu Bundesligazeiten und teilweise bei anderen Spielen, bei denen man eine größere Besucherzahl erwartete, spielten die Kickers aus Sicherheitsgründen und wegen des größeren Fassungsvermögens auch im von ihren Anhängern ungeliebten Neckarstadion, der heutigen MHPArena.
In den ersten Jahren nach der Vereinsgründung spielten die Kickers noch, wie die meisten um die Jahrhundertwende in Stuttgart gegründeten Vereine, auf dem Stöckachplatz im Stuttgarter Osten. Das Gelände, auf dem heute das Gebäude des Arbeitsamts steht, war damals der einzige Stuttgarter Sportplatz. Wahrzeichen des Platzes war das Umkleidehäuschen im Villenstil mit seinen Vorbauten und Türmchen.

Eröffnung des Kickers-Platzes im Jahr 1905

Im Jahr 1905 stellte die Stuttgarter Militärkommandantur ihr Degerlocher Exerziergelände der Stadt unter der ausdrücklichen Bedingung zur Verfügung, dass darauf ein Sportplatz zu errichten sei. Daraufhin entstand auf der Waldau der erste geschlossene Sportplatz Stuttgarts, der am 18. Juni 1905 unter dem Namen Kickerssportplatz eröffnet wurde. Bereits ein Jahr später errichtete man eine kleine Tribüne aus Holz. 1913 folgte eine Holztribüne für 700 Zuschauer, die als originalgetreue Kopie der Tribüne des Londoner FC Arsenal im Maßstab 1:3 errichtet wurde. Die Tribüne bestand bis 1975, als der DFB unter Androhung des Lizenzentzugs den Abriss der inzwischen maroden Konstruktion verlangte. Neben dem Neubau der Haupttribüne im Jahr 1975 wurde das Stadion nochmals 1981/82 sowie 1997/98 saniert. Am 1. Juli 1988 ging der Kickers-Platz in den Besitz der Stadt Stuttgart über und hieß seitdem Waldau-Stadion. Nachdem die Kickers kurz vor der Insolvenz standen, verkaufte der Klub gemeinsam mit der Stadt Stuttgart die Namensrechte des Waldau-Stadions an den Hauptsponsor der Kickers. Für den Verkauf der Namensrechte auf 10 Jahre erhielten Stadt und Verein jeweils 500.000 Euro. Seit dem 22. April 2004 trägt das heute 11.436 Zuschauerplätze fassende Stadion den Namen Gazi-Stadion auf der Waldau. Um die DFB-Anforderungen an Spielstätten der 3. Liga zu erfüllen, beschloss der Stuttgarter Gemeinderat am 17. Juli 2008, das Stadion für insgesamt 5,4 Millionen Euro umzubauen. Die Bauarbeiten sollten von Januar bis Juli 2009 stattfinden,
sie wurden jedoch auf unbestimmte Zeit verschoben.
Unweit des Stadions besitzen die Stuttgarter Kickers auf der Waldau seit 1989 wieder ein eigenes Vereinsgelände. Zuvor waren die einzelnen Abteilungen des Vereins wegen des Baus des Stuttgarter Fernsehturms und des daraus resultierenden Verlusts von mehreren Spielfeldern über verschiedene Standorte in ganz Stuttgart verteilt. 1996 erhielt das ehemalige Universitätssportgelände in Anlehnung an den Ehrenpräsidenten Axel Dünnwald-Metzler den Namen ADM-Sportpark. Um die drohende Insolvenz zu vermeiden, wurde das Vereinsgelände im Jahr 2004 an die Stadt Stuttgart verkauft, die seitdem Eigentümer ist.
Der ADM-Sportpark umfasst die Geschäftsstelle des Vereins, einen Fan-Shop, ein Klub-Restaurant, ein Jugendhaus, drei Fußballplätze (darunter ein Kunstrasenplatz) und zwei Beachsoccer-Felder. Neben dem Trainingsbetrieb der Fußballmannschaften sowie der Leichtathletikabteilung tragen die Jugendmannschaften der Kickers ihre Spiele auf dem Vereinsgelände aus. Als weitere Spielfläche dient die schräg gegenüber dem ADM-Sportpark gelegene städtische Bezirkssportanlage Waldau, auf der die A1- und B1-Junioren spielen.

## Zuschauer und Fans
Bis in die Zeit nach dem Ende des Zweiten Weltkrieges lagen die Kickers in der Gunst der Stuttgarter Zuschauer gleichauf mit dem Lokalrivalen VfB. In der Endrunde zur deutschen Meisterschaft kamen am 7. Mai 1939 beim Spiel gegen den SK Rapid Wien 70.000 Zuschauer in die damalige Adolf-Hitler-Kampfbahn, was die bislang größte Kulisse bei einem Heimspiel darstellt.
Nachdem in der Oberligaspielzeit 1947/48 mit 16.842 Zuschauern der bislang höchste Zuschauerschnitt erreicht wurde, begannen mit dem schleichenden sportlichen Niedergang auch die Zuschauerzahlen zu sinken. In den letzten Jahren kamen im Schnitt meist 3.000 bis 4.000 Zuschauer zu den Heimspielen der Kickers.
Seit den 1970er Jahren gibt es eine organisierte Fanszene. Als erster Fanclub der Kickers wurde 1977 der Blau-Weiss 77 gegründet. Neben dem heute noch existierenden ältesten Fanclub gibt es inzwischen rund zwanzig weitere, darunter auch in Köln und in Westfalen. Der 1995 gegründete Fanclub „Blaue Bomber“ zählt zu den ersten Ultra-Gruppen in Deutschland. Seit Herbst 1998 gibt es innerhalb des Hauptvereins die Fan-Abteilung der Stuttgarter Kickers (FAdSKi). Aufgabe der Abteilung ist die Integration der Fans in den Verein sowie die Förderung der Zusammenarbeit zwischen dem Verein und seinen Fans. Die Abteilung, die einen eigenen Abteilungsleiter sowie vier Fansprecher besitzt, hat knapp 300 Mitglieder. Im März 2022 wurde mit dem B-Block Stuttgart e. V. ein Förderverein von der organisierten Fanszene, zur Finanzierung von Choreografien, gegründet.
Im Gazi-Stadion auf der Waldau ist der Kern der Kickers-Fans im B-Block auf den Stehplätzen der Gegentribüne angesiedelt.
Die größte Rivalität besteht zum Stadtrivalen VfB Stuttgart (siehe Stuttgarter Stadtderby). Weitere Rivalitäten bestehen zum SSV Reutlingen 05, dem SSV Ulm 1846, zum VfR Aalen, 1. FC Heidenheim und Wormatia Worms.
Eine Fanfreundschaft besteht zu den Fans von Jahn Regensburg und den Fans des FC Blau-Weiß Linz. Darüber hinaus pflegen einige Kickers-Fans Kontakte zu Fans von Hansa Rostock, dem FC Zürich, Kickers Offenbach und Fortuna Köln. Des Weiteren besteht ein guter Kontakt zu den Fans des Handballvereins TuS Ferndorf.

## Sponsoren
Nachdem Eintracht Braunschweig 1973 als erster deutscher Fußballklub den Jägermeister-Hirsch seines Sponsors auf dem Trikot trug, dauerte es drei weitere Jahre, bis in der Saison 1976/77 auch die Kickers erstmals in ihrer Geschichte mit Trikotwerbung aufliefen. Die Partnerschaft mit dem ersten Trikotsponsor Südmilch dauerte bis 1986. Dem Nahrungsmittelhersteller folgten das Textilunternehmen GIN TONIC, die Fidutia Bauträgergesellschaft, die Stuttgarter Versicherung sowie der Mineralwasserhersteller Peterstaler.
Von 2002 bis 2012 war die Garmo AG mit ihrer Marke GAZİ Haupt- und Trikotsponsor der Stuttgarter Kickers. Der Sponsorenvertrag mit dem Stuttgarter Milchprodukthersteller, der auch die Namensrechte am Stadion der Stuttgarter Kickers besitzt, war mit rund 180.000 Euro jährlich dotiert. Daneben gibt es einen Sponsorenpool mit Exclusiv- und Business Partnern, denen je nach Art der Partnerschaft bestimmte Rechte zugestanden werden. Von 2012 bis 2015 war Subaru auch Haupt- und Trikotsponsor der ersten und zweiten Mannschaft der Stuttgarter Kickers. Trikotsponsor der Nachwuchsmannschaften war weiterhin GAZİ.
Als Zusammenarbeit zwischen Vereinsoffiziellen und Fans entstand im Oktober 2007 das Projekt „Believe in Blue! Die Zukunft ist blau – Wir glauben daran“. Nach dem Vorbild der Million Dollar Homepage wurde eine Internetseite bestehend aus einer Million Pixel eingerichtet, die in 10.000 Quadrate (10×10 Pixel) unterteilt ist. Diese Quadrate können erworben werden, um die Stuttgarter Kickers finanziell zu unterstützen. Bisher nahmen die Blauen mit diesem Projekt über 110.000 Euro ein (Stand 03/2009).
Ausrüster der Stuttgarter Kickers ist seit Beginn der Saison 2013/14 Uhlsport. Neben der ersten Mannschaft stattet der schwäbische Bekleidungs- und Sportartikelhersteller auch sämtliche Jugendteams aus.

## Andere Abteilungen des Vereins

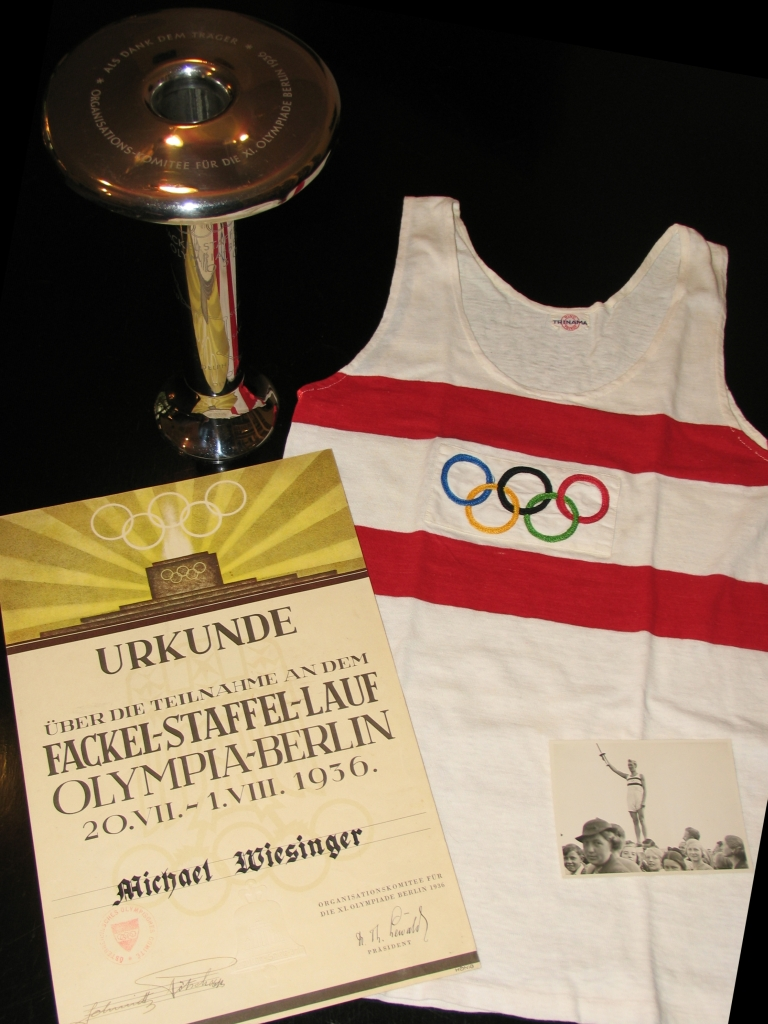
Fackel, Urkunde, Trikot und Foto eines Teilnehmers an den Olympischen Spielen 1936

### Futsal
In der vom Weltfußballverband FIFA anerkannten Variante des Hallenfußballs treten die Stuttgarter Kickers gemeinsam mit der zweiten Mannschaft des zweifachen deutschen Meisters TSV Weilimdorf im Futsal, in der Futsal-Regionalliga Süd – der zweithöchsten deutschen Spielklasse – des Süddeutschen Fußball-Verbandes an.

### Leichtathletik
Die Leichtathletikabteilung war von Anfang an erfolgreicher Bestandteil der Stuttgarter Kickers. Der Verein brachte zahlreiche Teilnehmer an Olympischen Spielen sowie Welt- und Europameisterschaften hervor. Mit Alfred Dompert (3000-m-Hindernislauf) und Erich Borchmeyer (4 × 100-m-Staffel) hat der Verein sogar zwei Bronzemedaillengewinner der Olympischen Spiele 1936 in Berlin in den eigenen Reihen.
Weitere bekannte Sportler waren Werner von Moltke, (Zehnkampf, Bestleistung 7786 Punkte im Jahr 1962), Erwin Huber, (Teilnehmer am Zehnkampf der Olympischen Spiele 1928 in Amsterdam), Werner Zandt, (100 m, 200 m, 4 × 100-m-Staffel bei den Olympischen Spielen 1952 in Helsinki) und Reinhold Boschert (Weitsprung bei den Olympischen Spielen 1968 in Mexiko-Stadt).
Darüber hinaus konnten die Leichtathleten der Kickers folgende deutsche Meisterschaften erringen:
- 4 Mal Deutscher Vereinsmeister 1922, 1925, 1928 und 1935 (Männer)[70]
- 4 Mal Deutscher Meister 4 × 1500-m-Staffel 1933 und 1934 (Koch, Kettner, Dessecker, Paul)
- 2 Mal Deutscher Meister 4 × 400-m-Staffel 1936 (Helmut Sauer, Walther Tripps, Bert Sumser, Wolfgang Dessecker) und 1937 (Manfred Kramer, Bert Sumser, Walther Tripps, Peter Robens)
- 2 Mal Deutscher Meister 4 × 100-m-Staffel 1946 (Rümping, Bachmann, Baublies, Jakob Scheuring) und 1952 (Vogt, Werner Zandt, Neef, Roland Hänssel)

### Hockey

Logo des HTC

Die Hockeyabteilung der Stuttgarter Kickers wurde am 6. August 1913 durch sechs Hockeyenthusiasten in der Gaststätte Charlottenhof gegründet. Wegen des Baus des Stuttgarter Fernsehturms im Jahr 1954 musste der Spielbetrieb für zwei Jahre nach Bad Cannstatt verlagert werden. Zwölf Mitglieder der Hockeyabteilung gründeten daraufhin den Hockey- und Tennis-Club Stuttgart e. V.
Auf einer außerordentlichen Mitgliederversammlung des Gesamtvereins wurde am 1. Februar 1957 der Beschluss gefasst, dass der Hockey- und Tennisclub Stuttgart ein neues Sportgelände auf der Hohen Eiche erwerben und sich in Hockey- und Tennisclub Stuttgarter Kickers e. V., Stuttgart, gegr. 1913 umbenennen darf. Die offizielle Trennung der Hockeyabteilung vom Hauptverein folgte am 29. Mai 1958.
Die größten Erfolge des aus dem Hauptverein heraus entstandenen HTC Stuttgarter Kickers waren der Gewinn der deutschen Hockey-Meisterschaft im Sommer 2005 sowie der Europapokalsieg im darauf folgenden Jahr.

### Handball
Die Handballabteilung der Stuttgarter Kickers wurde 1922 gegründet. Sie stellte mehrere Herrenmannschaften, die erfolgreich in oberen Spielklassen spielten und vorzeigbare Erfolge feierten. Ab 1933 spielte die erste Herrenmannschaft in der erstklassigen Handball-Gauliga Württemberg. Von 2005 an waren die Handballer in einen eigenständigen Verein ausgegliedert, den HV Stuttgarter Kickers, bis zu dessen Insolvenz 2012.
In der Saison 2016/17 spielen sowohl die erste Damenmannschaft als auch die Herrenmannschaft in der Bezirksklasse Rems-Stuttgart.

### Tischtennis
Die Abteilung Tischtennis der Stuttgarter Kickers besteht seit 1934, als sie aus dem damaligen Verein 1. TTC 1930 Stuttgart hervorging. Die Damenmannschaft wurde in der Saison 1948/49 in der Besetzung Edith Schmidt, Wippler, Tholen, Kunze, Destruelle und Geiger Vierter bei der Deutschen Meisterschaft. In den 1950er Jahren spielte die Herrenmannschaft in der Oberliga, der damals höchsten deutschen Spielklasse, aus der sie 1960 abstieg. 1982 gelang der Aufstieg in die 1. Bundesliga (Michael Krumtünger, Wolfgang Jäger, Rudi Böttinger, Michael Landrock, Ulrich Dochtermann, Herman Hopman). Hier spielten die Herren, die sich mit Ulf Thorsell, Frank Heggenberger, Rolf-Dieter Loss und dem ehem. badischen Meister Joachim Müller verstärkten, eine Saison lang. Nach dem direkten Abstieg zerfiel die Mannschaft. In der Folgezeit verlor die Tischtennisabteilung immer mehr an Bedeutung. Die erste Herrenmannschaft rutschte bis in die Kreisliga des Bezirks Stuttgart ab, in der man mehrere Jahre spielte.
Nach Ende der Saison 2007/08 belegte man auch hier den vorletzten Platz, so dass die Mannschaft seither in der Kreisklasse A antritt.

### Schiedsrichter
In den 1920er Jahren gründete der Verein eine Schiedsrichter-Abteilung für Fußball. Der Abteilung gehören momentan 41 Mitglieder an, die in Ligen bis zur Verbandsliga und als Assistenten in der Landes- und Verbandsliga eingesetzt werden. Geleitet wird die Abteilung von Felix Spazierer und Alex Epp.

### Fans
Die Fanabteilung der Stuttgarter Kickers (kurz: FadSKi) wurde im Herbst 1998 gegründet und ist eine offizielle Abteilung des SV Stuttgarter Kickers, welche über knapp 300 Mitglieder verfügt. Alle Mitglieder der FadSKi sind somit auch Vereinsmitglieder und besitzen das Stimmrecht bei der jährlichen Hauptversammlung des SV Stuttgarter Kickers. Der Zweck der Fan-Abteilung ist es die Integration der Fans in den Verein sowie die Förderung der Zusammenarbeit zwischen dem Verein und seinen Fans zu fördern. Wie auch andere Abteilungen verfügt die Fan-Abteilung über einen eigenen Abteilungsleiter sowie Fan-Sprechern, welche bei der jährlichen Abteilungsversammlung gewählt werden. Diese kümmern sich um die Busfahrten zu den Auswärtsspielen, den FadSKi-Beach-Soccer-Cup, und weitere Veranstaltungen wie zum Beispiel die „Blaue Nacht“. Des Weiteren gab es ein Fan-Team, welches anfangs nur an Hobbyturnieren teilnahm und später ein paar Jahre auch in der vom WFV organisierten Freizeitliga als Stuttgarter Kickers III an einem regelmäßigen Spielbetrieb teilnahm. Die FadSKi rief das „Waldauradio“ ins Leben, welches ein Online-Radio ist, wobei ein Team aus Fans als Kommentatoren für – in der Regel – alle Pflichtspiele fungieren.